# Llista d'asteroides (348001-349000)
Llista d'asteroides del 348.001 al 349.000, amb data de descoberta i descobridor. És un fragment de la llista d'asteroides completa. Als asteroides se'ls dona un número quan es confirma la seva òrbita, per tant apareixen llistats aproximadament segons la data de descobriment.

## 348001-348100
| Nom               | Designació provisional | Data de descobriment   | Lloc de descobriment | Descobridor/s            |
| ----------------- | ---------------------- | ---------------------- | -------------------- | ------------------------ |
| 348001            | 2003 SY213             | 26 de setembre de 2003 | Desert Eagle         | W. K. Y. Yeung           |
| 348002            | 2003 SE239             | 18 de setembre de 2003 | Kitt Peak            | Spacewatch               |
| 348003            | 2003 SR246             | 26 de setembre de 2003 | Socorro              | LINEAR                   |
| 348004            | 2003 SL252             | 26 de setembre de 2003 | Socorro              | LINEAR                   |
| 348005            | 2003 SP255             | 27 de setembre de 2003 | Kitt Peak            | Spacewatch               |
| 348006            | 2003 SG258             | 28 de setembre de 2003 | Kitt Peak            | Spacewatch               |
| 348007            | 2003 SB266             | 29 de setembre de 2003 | Socorro              | LINEAR                   |
| 348008            | 2003 SE266             | 29 de setembre de 2003 | Socorro              | LINEAR                   |
| 348009            | 2003 SB276             | 29 de setembre de 2003 | Kitt Peak            | Spacewatch               |
| 348010            | 2003 SJ278             | 21 de setembre de 2003 | Anderson Mesa        | LONEOS                   |
| 348011            | 2003 SX287             | 30 de setembre de 2003 | Socorro              | LINEAR                   |
| 348012            | 2003 SL288             | 28 de setembre de 2003 | Desert Eagle         | W. K. Y. Yeung           |
| 348013            | 2003 SO299             | 29 de setembre de 2003 | Socorro              | LINEAR                   |
| 348014            | 2003 SG304             | 17 de setembre de 2003 | Palomar              | NEAT                     |
| 348015            | 2003 ST323             | 16 de setembre de 2003 | Kitt Peak            | Spacewatch               |
| 348016            | 2003 SV325             | 18 de setembre de 2003 | Kitt Peak            | Spacewatch               |
| 348017            | 2003 SL330             | 26 de setembre de 2003 | Apache Point         | Sloan Digital Sky Survey |
| 348018            | 2003 SF334             | 22 de setembre de 2003 | Kitt Peak            | Spacewatch               |
| 348019            | 2003 SQ335             | 26 de setembre de 2003 | Apache Point         | Sloan Digital Sky Survey |
| 348020            | 2003 SE339             | 26 de setembre de 2003 | Apache Point         | Sloan Digital Sky Survey |
| 348021            | 2003 SU372             | 26 de setembre de 2003 | Apache Point         | Sloan Digital Sky Survey |
| 348022            | 2003 SA392             | 26 de setembre de 2003 | Apache Point         | Sloan Digital Sky Survey |
| 348023            | 2003 SR427             | 29 de setembre de 2003 | Kitt Peak            | Spacewatch               |
| 348024            | 2003 TX5               | 3 d'octubre de 2003    | Kitt Peak            | Spacewatch               |
| 348025            | 2003 TS6               | 1 d'octubre de 2003    | Anderson Mesa        | LONEOS                   |
| 348026            | 2003 TV16              | 27 de setembre de 2003 | Socorro              | LINEAR                   |
| 348027            | 2003 TD50              | 3 d'octubre de 2003    | Haleakala            | NEAT                     |
| 348028            | 2003 UD4               | 16 d'octubre de 2003   | Palomar              | NEAT                     |
| 348029            | 2003 UG4               | 16 d'octubre de 2003   | Palomar              | NEAT                     |
| 348030            | 2003 UK16              | 16 d'octubre de 2003   | Anderson Mesa        | LONEOS                   |
| 348031            | 2003 UT18              | 22 de setembre de 2003 | Anderson Mesa        | LONEOS                   |
| 348032            | 2003 UM20              | 21 d'octubre de 2003   | Anderson Mesa        | LONEOS                   |
| 348033            | 2003 UO22              | 20 d'octubre de 2003   | Socorro              | LINEAR                   |
| 348034 Deslorieux | 2003 UJ26              | 24 d'octubre de 2003   | Le Creusot           | J.-C. Merlin             |
| 348035            | 2003 UV28              | 22 d'octubre de 2003   | Kitt Peak            | Spacewatch               |
| 348036            | 2003 UP36              | 16 d'octubre de 2003   | Palomar              | NEAT                     |
| 348037            | 2003 UV49              | 16 d'octubre de 2003   | Palomar              | NEAT                     |
| 348038            | 2003 UZ52              | 18 d'octubre de 2003   | Palomar              | NEAT                     |
| 348039            | 2003 UC78              | 17 d'octubre de 2003   | Anderson Mesa        | LONEOS                   |
| 348040            | 2003 UV83              | 18 d'octubre de 2003   | Palomar              | NEAT                     |
| 348041            | 2003 UA93              | 20 d'octubre de 2003   | Palomar              | NEAT                     |
| 348042            | 2003 UO104             | 20 de setembre de 2003 | Palomar              | NEAT                     |
| 348043            | 2003 UJ127             | 21 d'octubre de 2003   | Kitt Peak            | Spacewatch               |
| 348044            | 2003 UG138             | 21 d'octubre de 2003   | Socorro              | LINEAR                   |
| 348045            | 2003 UP138             | 21 d'octubre de 2003   | Socorro              | LINEAR                   |
| 348046            | 2003 UF144             | 18 d'octubre de 2003   | Anderson Mesa        | LONEOS                   |
| 348047            | 2003 UM144             | 18 d'octubre de 2003   | Kitt Peak            | Spacewatch               |
| 348048            | 2003 UF149             | 20 d'octubre de 2003   | Kitt Peak            | Spacewatch               |
| 348049            | 2003 UO155             | 20 d'octubre de 2003   | Socorro              | LINEAR                   |
| 348050            | 2003 UZ176             | 21 d'octubre de 2003   | Palomar              | NEAT                     |
| 348051            | 2003 UO184             | 21 d'octubre de 2003   | Palomar              | NEAT                     |
| 348052            | 2003 UH187             | 22 d'octubre de 2003   | Socorro              | LINEAR                   |
| 348053            | 2003 UA206             | 22 d'octubre de 2003   | Socorro              | LINEAR                   |
| 348054            | 2003 UD208             | 22 d'octubre de 2003   | Kitt Peak            | Spacewatch               |
| 348055            | 2003 US213             | 24 d'octubre de 2003   | Socorro              | LINEAR                   |
| 348056            | 2003 UV228             | 23 d'octubre de 2003   | Anderson Mesa        | LONEOS                   |
| 348057            | 2003 UR235             | 21 d'octubre de 2003   | Kitt Peak            | Spacewatch               |
| 348058            | 2003 UD236             | 22 d'octubre de 2003   | Kitt Peak            | Spacewatch               |
| 348059            | 2003 UM236             | 22 d'octubre de 2003   | Haleakala            | NEAT                     |
| 348060            | 2003 UT257             | 25 d'octubre de 2003   | Socorro              | LINEAR                   |
| 348061            | 2003 UR272             | 16 d'octubre de 2003   | Anderson Mesa        | LONEOS                   |
| 348062            | 2003 UU274             | 30 d'octubre de 2003   | Haleakala            | NEAT                     |
| 348063            | 2003 UJ276             | 29 d'octubre de 2003   | Catalina             | CSS                      |
| 348064            | 2003 UK281             | 28 d'octubre de 2003   | Socorro              | LINEAR                   |
| 348065            | 2003 UT295             | 16 d'octubre de 2003   | Kitt Peak            | Spacewatch               |
| 348066            | 2003 UV300             | 17 d'octubre de 2003   | Kitt Peak            | Spacewatch               |
| 348067            | 2003 UX314             | 21 d'octubre de 2003   | Palomar              | NEAT                     |
| 348068            | 2003 UY370             | 3 de juliol de 2003    | Kitt Peak            | Spacewatch               |
| 348069            | 2003 UZ376             | 22 d'octubre de 2003   | Apache Point         | Sloan Digital Sky Survey |
| 348070            | 2003 UA412             | 23 d'octubre de 2003   | Apache Point         | Sloan Digital Sky Survey |
| 348071            | 2003 WP                | 16 de novembre de 2003 | Catalina             | CSS                      |
| 348072            | 2003 WD11              | 18 de novembre de 2003 | Palomar              | NEAT                     |
| 348073            | 2003 WN22              | 20 de novembre de 2003 | Palomar              | NEAT                     |
| 348074            | 2003 WP26              | 22 de novembre de 2003 | Socorro              | LINEAR                   |
| 348075            | 2003 WD38              | 19 de novembre de 2003 | Socorro              | LINEAR                   |
| 348076            | 2003 WU39              | 19 de novembre de 2003 | Kitt Peak            | Spacewatch               |
| 348077            | 2003 WK63              | 19 de novembre de 2003 | Kitt Peak            | Spacewatch               |
| 348078            | 2003 WL64              | 19 de novembre de 2003 | Kitt Peak            | Spacewatch               |
| 348079            | 2003 WH66              | 19 de novembre de 2003 | Socorro              | LINEAR                   |
| 348080            | 2003 WJ75              | 18 de novembre de 2003 | Kitt Peak            | Spacewatch               |
| 348081            | 2003 WK80              | 20 de novembre de 2003 | Socorro              | LINEAR                   |
| 348082            | 2003 WB84              | 21 de novembre de 2003 | Palomar              | NEAT                     |
| 348083            | 2003 WG94              | 19 de novembre de 2003 | Anderson Mesa        | LONEOS                   |
| 348084            | 2003 WO94              | 25 d'octubre de 2003   | Kitt Peak            | Spacewatch               |
| 348085            | 2003 WF100             | 20 de novembre de 2003 | Socorro              | LINEAR                   |
| 348086            | 2003 WP101             | 21 de novembre de 2003 | Catalina             | CSS                      |
| 348087            | 2003 WC111             | 20 de novembre de 2003 | Socorro              | LINEAR                   |
| 348088            | 2003 WY115             | 20 de novembre de 2003 | Socorro              | LINEAR                   |
| 348089            | 2003 WG125             | 20 de novembre de 2003 | Socorro              | LINEAR                   |
| 348090            | 2003 WX138             | 21 de novembre de 2003 | Socorro              | LINEAR                   |
| 348091            | 2003 WZ154             | 26 de novembre de 2003 | Kitt Peak            | Spacewatch               |
| 348092            | 2003 WO158             | 28 de novembre de 2003 | Kitt Peak            | Spacewatch               |
| 348093            | 2003 WT159             | 30 de novembre de 2003 | Kitt Peak            | Spacewatch               |
| 348094            | 2003 WT176             | 19 de novembre de 2003 | Kitt Peak            | Spacewatch               |
| 348095            | 2003 WV193             | 24 de novembre de 2003 | Kitt Peak            | M. W. Buie               |
| 348096            | 2003 XH18              | 14 de desembre de 2003 | Crni Vrh             | Crni Vrh                 |
| 348097            | 2003 XH19              | 14 de desembre de 2003 | Kitt Peak            | Spacewatch               |
| 348098            | 2003 XN36              | 3 de desembre de 2003  | Socorro              | LINEAR                   |
| 348099            | 2003 YY4               | 16 de desembre de 2003 | Catalina             | CSS                      |
| 348100            | 2003 YQ10              | 17 de desembre de 2003 | Socorro              | LINEAR                   |

## 348101-348200
| Nom    | Designació provisional | Data de descobriment   | Lloc de descobriment | Descobridor/s        |
| ------ | ---------------------- | ---------------------- | -------------------- | -------------------- |
| 348101 | 2003 YL12              | 17 de desembre de 2003 | Socorro              | LINEAR               |
| 348102 | 2003 YE28              | 17 de desembre de 2003 | Palomar              | NEAT                 |
| 348103 | 2003 YN32              | 18 de desembre de 2003 | Haleakala            | NEAT                 |
| 348104 | 2003 YF38              | 19 de desembre de 2003 | Socorro              | LINEAR               |
| 348105 | 2003 YK40              | 19 de desembre de 2003 | Kitt Peak            | Spacewatch           |
| 348106 | 2003 YU44              | 19 de desembre de 2003 | Kitt Peak            | Spacewatch           |
| 348107 | 2003 YH64              | 19 de desembre de 2003 | Socorro              | LINEAR               |
| 348108 | 2003 YP68              | 19 de desembre de 2003 | Socorro              | LINEAR               |
| 348109 | 2003 YY68              | 20 de desembre de 2003 | Socorro              | LINEAR               |
| 348110 | 2003 YV112             | 23 de desembre de 2003 | Socorro              | LINEAR               |
| 348111 | 2003 YC119             | 27 de desembre de 2003 | Socorro              | LINEAR               |
| 348112 | 2003 YG128             | 27 de desembre de 2003 | Socorro              | LINEAR               |
| 348113 | 2003 YB131             | 28 de desembre de 2003 | Socorro              | LINEAR               |
| 348114 | 2003 YM138             | 27 de desembre de 2003 | Socorro              | LINEAR               |
| 348115 | 2003 YA142             | 28 de desembre de 2003 | Socorro              | LINEAR               |
| 348116 | 2003 YK148             | 29 de desembre de 2003 | Catalina             | CSS                  |
| 348117 | 2003 YJ154             | 29 de desembre de 2003 | Socorro              | LINEAR               |
| 348118 | 2003 YH171             | 18 de desembre de 2003 | Kitt Peak            | Spacewatch           |
| 348119 | 2003 YS172             | 18 de desembre de 2003 | Kitt Peak            | Spacewatch           |
| 348120 | 2004 AY3               | 13 de gener de 2004    | Kitt Peak            | Spacewatch           |
| 348121 | 2004 AB24              | 19 de desembre de 2003 | Kitt Peak            | Spacewatch           |
| 348122 | 2004 AD26              | 13 de gener de 2004    | Palomar              | NEAT                 |
| 348123 | 2004 BO                | 16 de gener de 2004    | Kitt Peak            | Spacewatch           |
| 348124 | 2004 BY2               | 16 de gener de 2004    | Palomar              | NEAT                 |
| 348125 | 2004 BQ13              | 17 de gener de 2004    | Palomar              | NEAT                 |
| 348126 | 2004 BM16              | 16 de gener de 2004    | Palomar              | NEAT                 |
| 348127 | 2004 BG30              | 18 de gener de 2004    | Palomar              | NEAT                 |
| 348128 | 2004 BN34              | 19 de gener de 2004    | Catalina             | CSS                  |
| 348129 | 2004 BZ39              | 21 de gener de 2004    | Socorro              | LINEAR               |
| 348130 | 2004 BV80              | 24 de gener de 2004    | Socorro              | LINEAR               |
| 348131 | 2004 BG89              | 23 de gener de 2004    | Socorro              | LINEAR               |
| 348132 | 2004 BU91              | 25 de gener de 2004    | Haleakala            | NEAT                 |
| 348133 | 2004 BD97              | 24 de gener de 2004    | Socorro              | LINEAR               |
| 348134 | 2004 BD106             | 26 de gener de 2004    | Anderson Mesa        | LONEOS               |
| 348135 | 2004 BW110             | 28 de gener de 2004    | Kitt Peak            | Spacewatch           |
| 348136 | 2004 BJ133             | 17 de gener de 2004    | Palomar              | NEAT                 |
| 348137 | 2004 BF137             | 19 de gener de 2004    | Kitt Peak            | Spacewatch           |
| 348138 | 2004 BM142             | 19 de gener de 2004    | Socorro              | LINEAR               |
| 348139 | 2004 BG162             | 18 de gener de 2004    | Palomar              | NEAT                 |
| 348140 | 2004 CH17              | 11 de febrer de 2004   | Palomar              | NEAT                 |
| 348141 | 2004 CO20              | 11 de febrer de 2004   | Kitt Peak            | Spacewatch           |
| 348142 | 2004 CD57              | 17 de gener de 2004    | Palomar              | NEAT                 |
| 348143 | 2004 CF83              | 12 de febrer de 2004   | Kitt Peak            | Spacewatch           |
| 348144 | 2004 CG84              | 12 de febrer de 2004   | Palomar              | NEAT                 |
| 348145 | 2004 CH85              | 14 de febrer de 2004   | Haleakala            | NEAT                 |
| 348146 | 2004 CZ86              | 11 de febrer de 2004   | Kitt Peak            | Spacewatch           |
| 348147 | 2004 CW126             | 13 de febrer de 2004   | Kitt Peak            | Spacewatch           |
| 348148 | 2004 DG28              | 19 de gener de 2004    | Kitt Peak            | Spacewatch           |
| 348149 | 2004 DH42              | 19 de febrer de 2004   | Socorro              | LINEAR               |
| 348150 | 2004 DP57              | 23 de febrer de 2004   | Socorro              | LINEAR               |
| 348151 | 2004 FS18              | 26 de març de 2004     | Kitt Peak            | Deep Lens Survey     |
| 348152 | 2004 FO128             | 27 de març de 2004     | Catalina             | CSS                  |
| 348153 | 2004 GO9               | 12 d'abril de 2004     | Kitt Peak            | Spacewatch           |
| 348154 | 2004 GP11              | 12 d'abril de 2004     | Socorro              | LINEAR               |
| 348155 | 2004 GU16              | 10 d'abril de 2004     | Palomar              | NEAT                 |
| 348156 | 2004 GE58              | 14 d'abril de 2004     | Kitt Peak            | Spacewatch           |
| 348157 | 2004 GR77              | 15 d'abril de 2004     | Socorro              | LINEAR               |
| 348158 | 2004 HT1               | 20 d'abril de 2004     | Desert Eagle         | W. K. Y. Yeung       |
| 348159 | 2004 HN25              | 19 d'abril de 2004     | Socorro              | LINEAR               |
| 348160 | 2004 HF37              | 21 d'abril de 2004     | Kitt Peak            | Spacewatch           |
| 348161 | 2004 HJ45              | 21 d'abril de 2004     | Socorro              | LINEAR               |
| 348162 | 2004 HN55              | 24 d'abril de 2004     | Socorro              | LINEAR               |
| 348163 | 2004 HN62              | 24 d'abril de 2004     | Kitt Peak            | Spacewatch           |
| 348164 | 2004 HY63              | 22 d'abril de 2004     | Kitt Peak            | Spacewatch           |
| 348165 | 2004 JX7               | 10 de maig de 2004     | Kitt Peak            | Spacewatch           |
| 348166 | 2004 JM16              | 20 d'abril de 2004     | Socorro              | LINEAR               |
| 348167 | 2004 JS29              | 15 de maig de 2004     | Socorro              | LINEAR               |
| 348168 | 2004 JT29              | 15 de maig de 2004     | Socorro              | LINEAR               |
| 348169 | 2004 JQ30              | 15 de maig de 2004     | Socorro              | LINEAR               |
| 348170 | 2004 JJ33              | 15 de maig de 2004     | Socorro              | LINEAR               |
| 348171 | 2004 LE28              | 13 de juny de 2004     | Catalina             | CSS                  |
| 348172 | 2004 MY7               | 29 de juny de 2004     | Wrightwood           | J. W. Young          |
| 348173 | 2004 NE7               | 11 de juliol de 2004   | Palomar              | NEAT                 |
| 348174 | 2004 NO7               | 14 de juliol de 2004   | Socorro              | LINEAR               |
| 348175 | 2004 NU10              | 9 de juliol de 2004    | Siding Spring        | Siding Spring Survey |
| 348176 | 2004 NQ22              | 11 de juliol de 2004   | Socorro              | LINEAR               |
| 348177 | 2004 NA33              | 13 de juliol de 2004   | Palomar              | NEAT                 |
| 348178 | 2004 OW9               | 20 de juliol de 2004   | Reedy Creek          | J. Broughton         |
| 348179 | 2004 OB13              | 29 de juliol de 2004   | Siding Spring        | Siding Spring Survey |
| 348180 | 2004 PO10              | 7 d'agost de 2004      | Campo Imperatore     | CINEOS               |
| 348181 | 2004 PC29              | 6 d'agost de 2004      | Palomar              | NEAT                 |
| 348182 | 2004 PU29              | 7 d'agost de 2004      | Palomar              | NEAT                 |
| 348183 | 2004 PZ30              | 8 d'agost de 2004      | Socorro              | LINEAR               |
| 348184 | 2004 PZ32              | 8 d'agost de 2004      | Socorro              | LINEAR               |
| 348185 | 2004 PR46              | 7 d'agost de 2004      | Campo Imperatore     | CINEOS               |
| 348186 | 2004 PE54              | 8 d'agost de 2004      | Anderson Mesa        | LONEOS               |
| 348187 | 2004 PZ57              | 9 d'agost de 2004      | Socorro              | LINEAR               |
| 348188 | 2004 PT58              | 9 d'agost de 2004      | Socorro              | LINEAR               |
| 348189 | 2004 PP62              | 10 d'agost de 2004     | Socorro              | LINEAR               |
| 348190 | 2004 PS73              | 8 d'agost de 2004      | Socorro              | LINEAR               |
| 348191 | 2004 PX73              | 8 d'agost de 2004      | Socorro              | LINEAR               |
| 348192 | 2004 PP88              | 11 d'agost de 2004     | Palomar              | NEAT                 |
| 348193 | 2004 PE115             | 9 d'agost de 2004      | Anderson Mesa        | LONEOS               |
| 348194 | 2004 QG10              | 21 d'agost de 2004     | Siding Spring        | Siding Spring Survey |
| 348195 | 2004 QV18              | 21 d'agost de 2004     | Catalina             | CSS                  |
| 348196 | 2004 QA19              | 21 d'agost de 2004     | Catalina             | CSS                  |
| 348197 | 2004 QP26              | 27 d'agost de 2004     | Anderson Mesa        | LONEOS               |
| 348198 | 2004 RZ26              | 6 de setembre de 2004  | Palomar              | NEAT                 |
| 348199 | 2004 RC27              | 6 de setembre de 2004  | Palomar              | NEAT                 |
| 348200 | 2004 RX31              | 7 de setembre de 2004  | Socorro              | LINEAR               |

## 348201-348300
| Nom                 | Designació provisional | Data de descobriment   | Lloc de descobriment | Descobridor/s     |
| ------------------- | ---------------------- | ---------------------- | -------------------- | ----------------- |
| 348201              | 2004 RZ31              | 7 de setembre de 2004  | Socorro              | LINEAR            |
| 348202              | 2004 RO37              | 7 de setembre de 2004  | Socorro              | LINEAR            |
| 348203              | 2004 RO38              | 7 de setembre de 2004  | Kitt Peak            | Spacewatch        |
| 348204              | 2004 RZ39              | 7 de setembre de 2004  | Palomar              | NEAT              |
| 348205              | 2004 RP42              | 8 de setembre de 2004  | Campo Imperatore     | CINEOS            |
| 348206              | 2004 RU42              | 8 de setembre de 2004  | Socorro              | LINEAR            |
| 348207              | 2004 RG54              | 8 de setembre de 2004  | Socorro              | LINEAR            |
| 348208              | 2004 RL60              | 8 de setembre de 2004  | Socorro              | LINEAR            |
| 348209              | 2004 RY64              | 13 de juliol de 2004   | Palomar              | NEAT              |
| 348210              | 2004 RX65              | 8 de setembre de 2004  | Socorro              | LINEAR            |
| 348211              | 2004 RM69              | 8 de setembre de 2004  | Socorro              | LINEAR            |
| 348212              | 2004 RC75              | 8 de setembre de 2004  | Socorro              | LINEAR            |
| 348213              | 2004 RT80              | 8 de setembre de 2004  | Socorro              | LINEAR            |
| 348214              | 2004 RO82              | 9 de setembre de 2004  | Socorro              | LINEAR            |
| 348215              | 2004 RQ94              | 8 de setembre de 2004  | Socorro              | LINEAR            |
| 348216              | 2004 RK97              | 8 de setembre de 2004  | Palomar              | NEAT              |
| 348217              | 2004 RQ100             | 8 de setembre de 2004  | Socorro              | LINEAR            |
| 348218              | 2004 RT111             | 12 de setembre de 2004 | Socorro              | LINEAR            |
| 348219              | 2004 RE130             | 7 de setembre de 2004  | Kitt Peak            | Spacewatch        |
| 348220              | 2004 RT148             | 9 de setembre de 2004  | Socorro              | LINEAR            |
| 348221              | 2004 RU163             | 9 de setembre de 2004  | Kitt Peak            | Spacewatch        |
| 348222              | 2004 RH170             | 8 de setembre de 2004  | Palomar              | NEAT              |
| 348223              | 2004 RD185             | 10 de setembre de 2004 | Socorro              | LINEAR            |
| 348224              | 2004 RE189             | 10 de setembre de 2004 | Socorro              | LINEAR            |
| 348225              | 2004 RF193             | 10 de setembre de 2004 | Socorro              | LINEAR            |
| 348226              | 2004 RO221             | 12 de setembre de 2004 | Socorro              | LINEAR            |
| 348227              | 2004 RQ231             | 9 de setembre de 2004  | Kitt Peak            | Spacewatch        |
| 348228              | 2004 RY246             | 11 de setembre de 2004 | Socorro              | LINEAR            |
| 348229              | 2004 RS262             | 10 de setembre de 2004 | Kitt Peak            | Spacewatch        |
| 348230              | 2004 RO314             | 15 de setembre de 2004 | Kitt Peak            | Spacewatch        |
| 348231              | 2004 RT317             | 12 de setembre de 2004 | Kitt Peak            | Spacewatch        |
| 348232              | 2004 RR319             | 13 de setembre de 2004 | Socorro              | LINEAR            |
| 348233              | 2004 RU335             | 15 de setembre de 2004 | Kitt Peak            | Spacewatch        |
| 348234              | 2004 RW336             | 15 de setembre de 2004 | Kitt Peak            | Spacewatch        |
| 348235              | 2004 RR337             | 15 de setembre de 2004 | Kitt Peak            | Spacewatch        |
| 348236              | 2004 SE5               | 18 de setembre de 2004 | Socorro              | LINEAR            |
| 348237              | 2004 SW13              | 17 de setembre de 2004 | Socorro              | LINEAR            |
| 348238              | 2004 SL18              | 17 de setembre de 2004 | Anderson Mesa        | LONEOS            |
| 348239 Societadante | 2004 SB26              | 20 de setembre de 2004 | Andrushivka          | Andrushivka       |
| 348240              | 2004 SE31              | 17 de setembre de 2004 | Socorro              | LINEAR            |
| 348241              | 2004 SB33              | 17 de setembre de 2004 | Socorro              | LINEAR            |
| 348242              | 2004 SH45              | 18 de setembre de 2004 | Socorro              | LINEAR            |
| 348243              | 2004 SL50              | 22 de setembre de 2004 | Socorro              | LINEAR            |
| 348244              | 2004 SC51              | 22 de setembre de 2004 | Kitt Peak            | Spacewatch        |
| 348245              | 2004 SA57              | 16 de setembre de 2004 | Anderson Mesa        | LONEOS            |
| 348246              | 2004 TL2               | 4 d'octubre de 2004    | Kitt Peak            | Spacewatch        |
| 348247              | 2004 TS7               | 5 d'octubre de 2004    | Haleakala            | NEAT              |
| 348248              | 2004 TJ11              | 8 d'octubre de 2004    | Socorro              | LINEAR            |
| 348249              | 2004 TO11              | 5 d'octubre de 2004    | Goodricke-Pigott     | R. A. Tucker      |
| 348250              | 2004 TO51              | 4 d'octubre de 2004    | Kitt Peak            | Spacewatch        |
| 348251              | 2004 TP71              | 6 d'octubre de 2004    | Kitt Peak            | Spacewatch        |
| 348252              | 2004 TU83              | 5 d'octubre de 2004    | Kitt Peak            | Spacewatch        |
| 348253              | 2004 TT97              | 5 d'octubre de 2004    | Kitt Peak            | Spacewatch        |
| 348254              | 2004 TR102             | 6 d'octubre de 2004    | Palomar              | NEAT              |
| 348255              | 2004 TS106             | 7 d'octubre de 2004    | Socorro              | LINEAR            |
| 348256              | 2004 TY113             | 7 d'octubre de 2004    | Palomar              | NEAT              |
| 348257              | 2004 TA123             | 7 d'octubre de 2004    | Goodricke-Pigott     | R. A. Tucker      |
| 348258              | 2004 TW129             | 7 d'octubre de 2004    | Socorro              | LINEAR            |
| 348259              | 2004 TF162             | 6 d'octubre de 2004    | Kitt Peak            | Spacewatch        |
| 348260              | 2004 TL173             | 8 d'octubre de 2004    | Socorro              | LINEAR            |
| 348261              | 2004 TO177             | 6 d'octubre de 2004    | Kitt Peak            | Spacewatch        |
| 348262              | 2004 TS189             | 7 d'octubre de 2004    | Kitt Peak            | Spacewatch        |
| 348263              | 2004 TL199             | 7 d'octubre de 2004    | Kitt Peak            | Spacewatch        |
| 348264              | 2004 TT217             | 5 d'octubre de 2004    | Kitt Peak            | Spacewatch        |
| 348265              | 2004 TG221             | 14 de setembre de 2004 | Socorro              | LINEAR            |
| 348266              | 2004 TV295             | 10 d'octubre de 2004   | Kitt Peak            | Spacewatch        |
| 348267              | 2004 TN307             | 10 d'octubre de 2004   | Socorro              | LINEAR            |
| 348268              | 2004 TZ322             | 11 d'octubre de 2004   | Kitt Peak            | Spacewatch        |
| 348269              | 2004 TY327             | 4 d'octubre de 2004    | Palomar              | NEAT              |
| 348270              | 2004 TS340             | 13 d'octubre de 2004   | Anderson Mesa        | LONEOS            |
| 348271              | 2004 TZ345             | 15 d'octubre de 2004   | Socorro              | LINEAR            |
| 348272              | 2004 TC348             | 4 d'octubre de 2004    | Kitt Peak            | Spacewatch        |
| 348273              | 2004 VK6               | 3 de novembre de 2004  | Kitt Peak            | Spacewatch        |
| 348274              | 2004 VC19              | 4 de novembre de 2004  | Kitt Peak            | Spacewatch        |
| 348275              | 2004 VA20              | 4 de novembre de 2004  | Catalina             | CSS               |
| 348276              | 2004 VB26              | 4 de novembre de 2004  | Catalina             | CSS               |
| 348277              | 2004 VE38              | 4 de novembre de 2004  | Kitt Peak            | Spacewatch        |
| 348278              | 2004 VX52              | 4 de novembre de 2004  | Catalina             | CSS               |
| 348279              | 2004 VL107             | 9 de novembre de 2004  | Mauna Kea            | C. Veillet        |
| 348280              | 2004 WA9               | 19 de novembre de 2004 | Socorro              | LINEAR            |
| 348281              | 2004 WS9               | 22 de novembre de 2004 | Socorro              | LINEAR            |
| 348282              | 2004 XY2               | 2 de desembre de 2004  | Catalina             | CSS               |
| 348283              | 2004 XS10              | 3 de desembre de 2004  | Kitt Peak            | Spacewatch        |
| 348284              | 2004 XZ15              | 10 de desembre de 2004 | Kitt Peak            | Spacewatch        |
| 348285              | 2004 XD16              | 10 de desembre de 2004 | Kitt Peak            | Spacewatch        |
| 348286              | 2004 XF26              | 9 de desembre de 2004  | Kitt Peak            | Spacewatch        |
| 348287              | 2004 XZ36              | 11 de desembre de 2004 | Campo Imperatore     | CINEOS            |
| 348288              | 2004 XQ41              | 11 de desembre de 2004 | Campo Imperatore     | CINEOS            |
| 348289              | 2004 XT70              | 11 de desembre de 2004 | Kitt Peak            | Spacewatch        |
| 348290              | 2004 XY85              | 13 de desembre de 2004 | Kitt Peak            | Spacewatch        |
| 348291              | 2004 XT99              | 12 de desembre de 2004 | Kitt Peak            | Spacewatch        |
| 348292              | 2004 XV105             | 11 de desembre de 2004 | Socorro              | LINEAR            |
| 348293              | 2004 XJ109             | 12 de desembre de 2004 | Socorro              | LINEAR            |
| 348294              | 2004 XM145             | 8 de desembre de 2004  | Socorro              | LINEAR            |
| 348295              | 2004 XB149             | 14 de desembre de 2004 | Campo Imperatore     | CINEOS            |
| 348296              | 2004 XK181             | 15 de desembre de 2004 | Socorro              | LINEAR            |
| 348297              | 2004 XJ191             | 8 de desembre de 2004  | Socorro              | LINEAR            |
| 348298              | 2004 XR191             | 11 de desembre de 2004 | Catalina             | CSS               |
| 348299              | 2004 YO11              | 18 de desembre de 2004 | Mount Lemmon         | Mt. Lemmon Survey |
| 348300              | 2004 YG14              | 18 de desembre de 2004 | Mount Lemmon         | Mt. Lemmon Survey |

## 348301-348400
| Nom    | Designació provisional | Data de descobriment   | Lloc de descobriment | Descobridor/s        |
| ------ | ---------------------- | ---------------------- | -------------------- | -------------------- |
| 348301 | 2004 YM23              | 18 de desembre de 2004 | Mount Lemmon         | Mt. Lemmon Survey    |
| 348302 | 2004 YY25              | 19 de desembre de 2004 | Mount Lemmon         | Mt. Lemmon Survey    |
| 348303 | 2005 AB2               | 1 de gener de 2005     | Catalina             | CSS                  |
| 348304 | 2005 AN19              | 8 de gener de 2005     | Socorro              | LINEAR               |
| 348305 | 2005 AV28              | 15 de gener de 2005    | Socorro              | LINEAR               |
| 348306 | 2005 AY28              | 15 de gener de 2005    | Socorro              | LINEAR               |
| 348307 | 2005 AX31              | 11 de gener de 2005    | Socorro              | LINEAR               |
| 348308 | 2005 AB34              | 13 de gener de 2005    | Kitt Peak            | Spacewatch           |
| 348309 | 2005 AQ41              | 15 de gener de 2005    | Socorro              | LINEAR               |
| 348310 | 2005 AX43              | 15 de gener de 2005    | Catalina             | CSS                  |
| 348311 | 2005 AX59              | 15 de gener de 2005    | Socorro              | LINEAR               |
| 348312 | 2005 AR72              | 15 de gener de 2005    | Kitt Peak            | Spacewatch           |
| 348313 | 2005 AB73              | 15 de gener de 2005    | Kitt Peak            | Spacewatch           |
| 348314 | 2005 BC                | 16 de gener de 2005    | Catalina             | CSS                  |
| 348315 | 2005 BA7               | 16 de gener de 2005    | Socorro              | LINEAR               |
| 348316 | 2005 BJ12              | 17 de gener de 2005    | Kitt Peak            | Spacewatch           |
| 348317 | 2005 BB18              | 16 de gener de 2005    | Socorro              | LINEAR               |
| 348318 | 2005 BH19              | 16 de gener de 2005    | Socorro              | LINEAR               |
| 348319 | 2005 CH2               | 1 de febrer de 2005    | Catalina             | CSS                  |
| 348320 | 2005 CU10              | 1 de febrer de 2005    | Kitt Peak            | Spacewatch           |
| 348321 | 2005 CM11              | 1 de febrer de 2005    | Kitt Peak            | Spacewatch           |
| 348322 | 2005 CS13              | 2 de febrer de 2005    | Kitt Peak            | Spacewatch           |
| 348323 | 2005 CN28              | 1 de febrer de 2005    | Kitt Peak            | Spacewatch           |
| 348324 | 2005 CY39              | 4 de febrer de 2005    | Kitt Peak            | Spacewatch           |
| 348325 | 2005 CU42              | 2 de febrer de 2005    | Socorro              | LINEAR               |
| 348326 | 2005 CW48              | 2 de febrer de 2005    | Socorro              | LINEAR               |
| 348327 | 2005 CC60              | 3 de febrer de 2005    | Socorro              | LINEAR               |
| 348328 | 2005 CR60              | 4 de febrer de 2005    | Mount Lemmon         | Mt. Lemmon Survey    |
| 348329 | 2005 CF66              | 9 de febrer de 2005    | Socorro              | LINEAR               |
| 348330 | 2005 CG79              | 1 de febrer de 2005    | Kitt Peak            | Spacewatch           |
| 348331 | 2005 EO5               | 1 de març de 2005      | Kitt Peak            | Spacewatch           |
| 348332 | 2005 EJ29              | 3 de març de 2005      | Socorro              | LINEAR               |
| 348333 | 2005 EP32              | 3 de març de 2005      | Catalina             | CSS                  |
| 348334 | 2005 EL33              | 4 de març de 2005      | Socorro              | LINEAR               |
| 348335 | 2005 EK36              | 4 de març de 2005      | Catalina             | CSS                  |
| 348336 | 2005 ED38              | 4 de març de 2005      | Catalina             | CSS                  |
| 348337 | 2005 EP40              | 1 de març de 2005      | Kitt Peak            | Spacewatch           |
| 348338 | 2005 EK45              | 3 de març de 2005      | Catalina             | CSS                  |
| 348339 | 2005 EG48              | 3 de març de 2005      | Catalina             | CSS                  |
| 348340 | 2005 EQ48              | 3 de març de 2005      | Catalina             | CSS                  |
| 348341 | 2005 EO51              | 3 de març de 2005      | Catalina             | CSS                  |
| 348342 | 2005 ET61              | 4 de març de 2005      | Mount Lemmon         | Mt. Lemmon Survey    |
| 348343 | 2005 EG69              | 7 de març de 2005      | Socorro              | LINEAR               |
| 348344 | 2005 EE79              | 3 de març de 2005      | Catalina             | CSS                  |
| 348345 | 2005 EM84              | 4 de març de 2005      | Socorro              | LINEAR               |
| 348346 | 2005 EB94              | 6 de març de 2005      | Ottmarsheim          | Ottmarsheim          |
| 348347 | 2005 EV98              | 3 de març de 2005      | Catalina             | CSS                  |
| 348348 | 2005 EJ99              | 3 de març de 2005      | Catalina             | CSS                  |
| 348349 | 2005 EQ102             | 4 de març de 2005      | Kitt Peak            | Spacewatch           |
| 348350 | 2005 EO112             | 4 de març de 2005      | Socorro              | LINEAR               |
| 348351 | 2005 ER113             | 4 de març de 2005      | Catalina             | CSS                  |
| 348352 | 2005 EV133             | 9 de març de 2005      | Socorro              | LINEAR               |
| 348353 | 2005 EM153             | 8 de març de 2005      | Catalina             | CSS                  |
| 348354 | 2005 EU155             | 8 de març de 2005      | Mount Lemmon         | Mt. Lemmon Survey    |
| 348355 | 2005 EO157             | 9 de març de 2005      | Mount Lemmon         | Mt. Lemmon Survey    |
| 348356 | 2005 EF165             | 11 de març de 2005     | Kitt Peak            | Spacewatch           |
| 348357 | 2005 ET170             | 7 de març de 2005      | Socorro              | LINEAR               |
| 348358 | 2005 EE180             | 9 de març de 2005      | Kitt Peak            | Spacewatch           |
| 348359 | 2005 EF198             | 11 de març de 2005     | Mount Lemmon         | Mt. Lemmon Survey    |
| 348360 | 2005 EP202             | 10 de març de 2005     | Mount Lemmon         | Mt. Lemmon Survey    |
| 348361 | 2005 EW218             | 10 de març de 2005     | Anderson Mesa        | LONEOS               |
| 348362 | 2005 EQ243             | 11 de març de 2005     | Anderson Mesa        | LONEOS               |
| 348363 | 2005 EZ243             | 11 de març de 2005     | Anderson Mesa        | LONEOS               |
| 348364 | 2005 EV245             | 12 de març de 2005     | Kitt Peak            | Spacewatch           |
| 348365 | 2005 EJ259             | 11 de març de 2005     | Mount Lemmon         | Mt. Lemmon Survey    |
| 348366 | 2005 ER259             | 11 de març de 2005     | Mount Lemmon         | Mt. Lemmon Survey    |
| 348367 | 2005 EN260             | 11 de març de 2005     | Kitt Peak            | Spacewatch           |
| 348368 | 2005 EO264             | 13 de març de 2005     | Kitt Peak            | Spacewatch           |
| 348369 | 2005 EJ276             | 8 de març de 2005      | Mount Lemmon         | Mt. Lemmon Survey    |
| 348370 | 2005 EN279             | 10 de març de 2005     | Catalina             | CSS                  |
| 348371 | 2005 EC280             | 10 de març de 2005     | Catalina             | CSS                  |
| 348372 | 2005 EB286             | 1 de març de 2005      | Catalina             | CSS                  |
| 348373 | 2005 EO288             | 8 de març de 2005      | Socorro              | LINEAR               |
| 348374 | 2005 EP288             | 8 de març de 2005      | Socorro              | LINEAR               |
| 348375 | 2005 EG295             | 12 de març de 2005     | Kitt Peak            | Spacewatch           |
| 348376 | 2005 GZ1               | 1 d'abril de 2005      | Catalina             | CSS                  |
| 348377 | 2005 GA2               | 1 d'abril de 2005      | Catalina             | CSS                  |
| 348378 | 2005 GE7               | 1 d'abril de 2005      | Kitt Peak            | Spacewatch           |
| 348379 | 2005 GP7               | 1 d'abril de 2005      | Anderson Mesa        | LONEOS               |
| 348380 | 2005 GH13              | 1 d'abril de 2005      | Anderson Mesa        | LONEOS               |
| 348381 | 2005 GJ17              | 2 d'abril de 2005      | Mount Lemmon         | Mt. Lemmon Survey    |
| 348382 | 2005 GR17              | 2 d'abril de 2005      | Mount Lemmon         | Mt. Lemmon Survey    |
| 348383 | 2005 GA33              | 2 d'abril de 2005      | Nogales              | J.-C. Merlin         |
| 348384 | 2005 GH38              | 3 d'abril de 2005      | Palomar              | NEAT                 |
| 348385 | 2005 GJ55              | 5 d'abril de 2005      | Mount Lemmon         | Mt. Lemmon Survey    |
| 348386 | 2005 GQ68              | 2 d'abril de 2005      | Catalina             | CSS                  |
| 348387 | 2005 GR78              | 6 d'abril de 2005      | Catalina             | CSS                  |
| 348388 | 2005 GA81              | 7 d'abril de 2005      | Kitt Peak            | Spacewatch           |
| 348389 | 2005 GW99              | 7 d'abril de 2005      | Siding Spring        | Siding Spring Survey |
| 348390 | 2005 GY106             | 10 de març de 2005     | Mount Lemmon         | Mt. Lemmon Survey    |
| 348391 | 2005 GU115             | 11 d'abril de 2005     | Kitt Peak            | Spacewatch           |
| 348392 | 2005 GS127             | 10 d'abril de 2005     | Catalina             | CSS                  |
| 348393 | 2005 GB128             | 9 d'abril de 2005      | Socorro              | LINEAR               |
| 348394 | 2005 GH180             | 9 d'abril de 2005      | Catalina             | CSS                  |
| 348395 | 2005 GG181             | 12 d'abril de 2005     | Kitt Peak            | Spacewatch           |
| 348396 | 2005 HA3               | 17 d'abril de 2005     | Junk Bond            | Junk Bond            |
| 348397 | 2005 HT5               | 30 d'abril de 2005     | Kitt Peak            | Spacewatch           |
| 348398 | 2005 HK9               | 30 d'abril de 2005     | Kitt Peak            | Spacewatch           |
| 348399 | 2005 JS2               | 3 de maig de 2005      | Kitt Peak            | Spacewatch           |
| 348400 | 2005 JF21              | 4 de maig de 2005      | Kitt Peak            | Spacewatch           |

## 348401-348500
| Nom                 | Designació provisional | Data de descobriment   | Lloc de descobriment | Descobridor/s     |
| ------------------- | ---------------------- | ---------------------- | -------------------- | ----------------- |
| 348401              | 2005 JD25              | 3 de maig de 2005      | Kitt Peak            | Spacewatch        |
| 348402              | 2005 JP34              | 4 de maig de 2005      | Kitt Peak            | Spacewatch        |
| 348403              | 2005 JY41              | 8 de maig de 2005      | Kitt Peak            | Spacewatch        |
| 348404              | 2005 JB44              | 4 de maig de 2005      | Mount Lemmon         | Mt. Lemmon Survey |
| 348405              | 2005 JT59              | 8 de maig de 2005      | Kitt Peak            | Spacewatch        |
| 348406              | 2005 JA93              | 11 de maig de 2005     | Palomar              | NEAT              |
| 348407 Patkósandrás | 2005 JC94              | 12 de maig de 2005     | Piszkesteto          | Piszkesteto       |
| 348408              | 2005 JH98              | 8 de maig de 2005      | Kitt Peak            | Spacewatch        |
| 348409              | 2005 JQ117             | 10 de maig de 2005     | Kitt Peak            | Spacewatch        |
| 348410              | 2005 JU128             | 13 de maig de 2005     | Kitt Peak            | Spacewatch        |
| 348411              | 2005 JO174             | 11 de maig de 2005     | Cerro Tololo         | M. W. Buie        |
| 348412              | 2005 KR9               | 30 de maig de 2005     | Mayhill              | A. Lowe           |
| 348413              | 2005 MW36              | 30 de juny de 2005     | Kitt Peak            | Spacewatch        |
| 348414              | 2005 MY40              | 30 de juny de 2005     | Palomar              | NEAT              |
| 348415              | 2005 MG45              | 27 de juny de 2005     | Kitt Peak            | Spacewatch        |
| 348416              | 2005 MX54              | 20 de juny de 2005     | Palomar              | NEAT              |
| 348417              | 2005 NW8               | 1 de juliol de 2005    | Kitt Peak            | Spacewatch        |
| 348418              | 2005 NM27              | 5 de juliol de 2005    | Mount Lemmon         | Mt. Lemmon Survey |
| 348419              | 2005 NZ55              | 10 de juliol de 2005   | Kitt Peak            | Spacewatch        |
| 348420              | 2005 NT57              | 5 de juliol de 2005    | Mount Lemmon         | Mt. Lemmon Survey |
| 348421              | 2005 NB65              | 1 de juliol de 2005    | Kitt Peak            | Spacewatch        |
| 348422              | 2005 ND66              | 17 de juny de 2005     | Mount Lemmon         | Mt. Lemmon Survey |
| 348423              | 2005 NG78              | 11 de juliol de 2005   | Kitt Peak            | Spacewatch        |
| 348424              | 2005 NV89              | 4 de juliol de 2005    | Kitt Peak            | Spacewatch        |
| 348425              | 2005 NH125             | 4 de juliol de 2005    | Palomar              | NEAT              |
| 348426              | 2005 OY6               | 28 de juliol de 2005   | Palomar              | NEAT              |
| 348427              | 2005 OH9               | 27 de juliol de 2005   | Palomar              | NEAT              |
| 348428              | 2005 OK18              | 30 de juliol de 2005   | Palomar              | NEAT              |
| 348429              | 2005 OP20              | 28 de juliol de 2005   | Palomar              | NEAT              |
| 348430              | 2005 QV5               | 24 d'agost de 2005     | Palomar              | NEAT              |
| 348431              | 2005 QL7               | 24 d'agost de 2005     | Palomar              | NEAT              |
| 348432              | 2005 QR12              | 24 d'agost de 2005     | Palomar              | NEAT              |
| 348433              | 2005 QV17              | 25 d'agost de 2005     | Palomar              | NEAT              |
| 348434              | 2005 QB19              | 25 d'agost de 2005     | Campo Imperatore     | CINEOS            |
| 348435              | 2005 QM35              | 25 d'agost de 2005     | Palomar              | NEAT              |
| 348436              | 2005 QE54              | 28 d'agost de 2005     | Kitt Peak            | Spacewatch        |
| 348437              | 2005 QO60              | 26 d'agost de 2005     | Anderson Mesa        | LONEOS            |
| 348438              | 2005 QT61              | 26 d'agost de 2005     | Palomar              | NEAT              |
| 348439              | 2005 QL74              | 29 d'agost de 2005     | Anderson Mesa        | LONEOS            |
| 348440              | 2005 QV74              | 29 d'agost de 2005     | Anderson Mesa        | LONEOS            |
| 348441              | 2005 QO80              | 30 de juliol de 2005   | Palomar              | NEAT              |
| 348442              | 2005 QY88              | 30 d'agost de 2005     | Socorro              | LINEAR            |
| 348443              | 2005 QL110             | 27 d'agost de 2005     | Palomar              | NEAT              |
| 348444              | 2005 QU111             | 27 d'agost de 2005     | Palomar              | NEAT              |
| 348445              | 2005 QU132             | 28 d'agost de 2005     | Kitt Peak            | Spacewatch        |
| 348446              | 2005 QT150             | 30 d'agost de 2005     | Kitt Peak            | Spacewatch        |
| 348447              | 2005 QJ154             | 27 d'agost de 2005     | Palomar              | NEAT              |
| 348448              | 2005 QY159             | 28 d'agost de 2005     | Anderson Mesa        | LONEOS            |
| 348449              | 2005 QU173             | 31 d'agost de 2005     | Anderson Mesa        | LONEOS            |
| 348450              | 2005 QB183             | 29 d'agost de 2005     | Palomar              | NEAT              |
| 348451              | 2005 RU9               | 9 de setembre de 2005  | Socorro              | LINEAR            |
| 348452              | 2005 RU20              | 1 de setembre de 2005  | Palomar              | NEAT              |
| 348453              | 2005 RN24              | 11 de setembre de 2005 | Anderson Mesa        | LONEOS            |
| 348454              | 2005 RL25              | 10 de setembre de 2005 | Anderson Mesa        | LONEOS            |
| 348455              | 2005 RG34              | 15 de setembre de 2005 | Socorro              | LINEAR            |
| 348456              | 2005 RF46              | 14 de setembre de 2005 | Apache Point         | A. C. Becker      |
| 348457              | 2005 ST6               | 30 d'agost de 2005     | Palomar              | NEAT              |
| 348458              | 2005 SX13              | 24 de setembre de 2005 | Kitt Peak            | Spacewatch        |
| 348459              | 2005 SS14              | 18 de juny de 2005     | Mount Lemmon         | Mt. Lemmon Survey |
| 348460              | 2005 SK15              | 26 de setembre de 2005 | Kitt Peak            | Spacewatch        |
| 348461              | 2005 SH19              | 26 de setembre de 2005 | Kitt Peak            | Spacewatch        |
| 348462              | 2005 SH20              | 23 de setembre de 2005 | Kitt Peak            | Spacewatch        |
| 348463              | 2005 SY24              | 24 de setembre de 2005 | Anderson Mesa        | LONEOS            |
| 348464              | 2005 SB36              | 23 de setembre de 2005 | Kitt Peak            | Spacewatch        |
| 348465              | 2005 SF57              | 26 de setembre de 2005 | Kitt Peak            | Spacewatch        |
| 348466              | 2005 SQ64              | 26 de setembre de 2005 | Kitt Peak            | Spacewatch        |
| 348467              | 2005 SY67              | 27 de setembre de 2005 | Kitt Peak            | Spacewatch        |
| 348468              | 2005 SA70              | 23 de setembre de 2005 | Kitt Peak            | Spacewatch        |
| 348469              | 2005 SP70              | 28 de setembre de 2005 | Palomar              | NEAT              |
| 348470              | 2005 SJ83              | 24 de setembre de 2005 | Kitt Peak            | Spacewatch        |
| 348471              | 2005 SV90              | 30 d'agost de 2005     | Palomar              | NEAT              |
| 348472              | 2005 SN92              | 24 de setembre de 2005 | Kitt Peak            | Spacewatch        |
| 348473              | 2005 SV96              | 31 d'agost de 2005     | Kitt Peak            | Spacewatch        |
| 348474              | 2005 SF104             | 25 de setembre de 2005 | Kitt Peak            | Spacewatch        |
| 348475              | 2005 SX112             | 26 de setembre de 2005 | Palomar              | NEAT              |
| 348476              | 2005 SC120             | 29 de setembre de 2005 | Kitt Peak            | Spacewatch        |
| 348477              | 2005 SX124             | 31 d'agost de 2005     | Anderson Mesa        | LONEOS            |
| 348478              | 2005 SN128             | 29 de setembre de 2005 | Anderson Mesa        | LONEOS            |
| 348479              | 2005 SH153             | 25 de setembre de 2005 | Kitt Peak            | Spacewatch        |
| 348480              | 2005 SN159             | 26 de setembre de 2005 | Palomar              | NEAT              |
| 348481              | 2005 SR163             | 27 de setembre de 2005 | Palomar              | NEAT              |
| 348482              | 2005 SR175             | 29 de setembre de 2005 | Kitt Peak            | Spacewatch        |
| 348483              | 2005 ST182             | 29 de setembre de 2005 | Kitt Peak            | Spacewatch        |
| 348484              | 2005 SM192             | 29 de setembre de 2005 | Mount Lemmon         | Mt. Lemmon Survey |
| 348485              | 2005 SB194             | 29 de setembre de 2005 | Kitt Peak            | Spacewatch        |
| 348486              | 2005 SY195             | 30 de setembre de 2005 | Kitt Peak            | Spacewatch        |
| 348487              | 2005 SP207             | 30 de setembre de 2005 | Kitt Peak            | Spacewatch        |
| 348488              | 2005 SZ218             | 30 de setembre de 2005 | Mount Lemmon         | Mt. Lemmon Survey |
| 348489              | 2005 SC219             | 30 de setembre de 2005 | Mount Lemmon         | Mt. Lemmon Survey |
| 348490              | 2005 SB221             | 29 de setembre de 2005 | Catalina             | CSS               |
| 348491              | 2005 SN230             | 30 de setembre de 2005 | Mount Lemmon         | Mt. Lemmon Survey |
| 348492              | 2005 SS238             | 30 de setembre de 2005 | Kitt Peak            | Spacewatch        |
| 348493              | 2005 ST247             | 30 de setembre de 2005 | Kitt Peak            | Spacewatch        |
| 348494              | 2005 SV278             | 23 de setembre de 2005 | Catalina             | CSS               |
| 348495              | 2005 SJ281             | 30 de setembre de 2005 | Mount Lemmon         | Mt. Lemmon Survey |
| 348496              | 2005 SG287             | 26 de setembre de 2005 | Apache Point         | A. C. Becker      |
| 348497              | 2005 TA5               | 1 d'octubre de 2005    | Catalina             | CSS               |
| 348498              | 2005 TJ5               | 1 d'octubre de 2005    | Catalina             | CSS               |
| 348499              | 2005 TK9               | 1 d'octubre de 2005    | Kitt Peak            | Spacewatch        |
| 348500              | 2005 TE52              | 5 d'octubre de 2005    | Catalina             | CSS               |

## 348501-348600
| Nom    | Designació provisional | Data de descobriment   | Lloc de descobriment | Descobridor/s     |
| ------ | ---------------------- | ---------------------- | -------------------- | ----------------- |
| 348501 | 2005 TC77              | 5 d'octubre de 2005    | Kitt Peak            | Spacewatch        |
| 348502 | 2005 TA79              | 7 d'octubre de 2005    | Kitt Peak            | Spacewatch        |
| 348503 | 2005 TC85              | 3 d'octubre de 2005    | Kitt Peak            | Spacewatch        |
| 348504 | 2005 TB104             | 30 de setembre de 2005 | Catalina             | CSS               |
| 348505 | 2005 TE106             | 9 d'octubre de 2005    | Kitt Peak            | Spacewatch        |
| 348506 | 2005 TW135             | 6 d'octubre de 2005    | Mount Lemmon         | Mt. Lemmon Survey |
| 348507 | 2005 TM142             | 8 d'octubre de 2005    | Kitt Peak            | Spacewatch        |
| 348508 | 2005 TH153             | 30 de setembre de 2005 | Catalina             | CSS               |
| 348509 | 2005 TZ165             | 9 d'octubre de 2005    | Kitt Peak            | Spacewatch        |
| 348510 | 2005 TM172             | 10 de setembre de 2005 | Anderson Mesa        | LONEOS            |
| 348511 | 2005 TP186             | 10 d'octubre de 2005   | Moletai              | Moletai           |
| 348512 | 2005 TT196             | 1 d'octubre de 2005    | Anderson Mesa        | LONEOS            |
| 348513 | 2005 UT5               | 27 d'octubre de 2005   | Socorro              | LINEAR            |
| 348514 | 2005 UX10              | 22 d'octubre de 2005   | Kitt Peak            | Spacewatch        |
| 348515 | 2005 UU16              | 22 d'octubre de 2005   | Kitt Peak            | Spacewatch        |
| 348516 | 2005 UT37              | 24 d'octubre de 2005   | Kitt Peak            | Spacewatch        |
| 348517 | 2005 UK38              | 24 d'octubre de 2005   | Kitt Peak            | Spacewatch        |
| 348518 | 2005 UD46              | 22 d'octubre de 2005   | Kitt Peak            | Spacewatch        |
| 348519 | 2005 UK53              | 23 d'octubre de 2005   | Catalina             | CSS               |
| 348520 | 2005 UQ56              | 24 d'octubre de 2005   | Anderson Mesa        | LONEOS            |
| 348521 | 2005 UF57              | 24 d'octubre de 2005   | Anderson Mesa        | LONEOS            |
| 348522 | 2005 UF59              | 24 d'octubre de 2005   | Kitt Peak            | Spacewatch        |
| 348523 | 2005 UO66              | 22 d'octubre de 2005   | Kitt Peak            | Spacewatch        |
| 348524 | 2005 US69              | 23 d'octubre de 2005   | Catalina             | CSS               |
| 348525 | 2005 UO70              | 23 d'octubre de 2005   | Catalina             | CSS               |
| 348526 | 2005 UC76              | 24 d'octubre de 2005   | Palomar              | NEAT              |
| 348527 | 2005 UJ82              | 22 d'octubre de 2005   | Kitt Peak            | Spacewatch        |
| 348528 | 2005 UY83              | 22 d'octubre de 2005   | Kitt Peak            | Spacewatch        |
| 348529 | 2005 UB102             | 22 d'octubre de 2005   | Kitt Peak            | Spacewatch        |
| 348530 | 2005 UJ110             | 22 d'octubre de 2005   | Kitt Peak            | Spacewatch        |
| 348531 | 2005 UF124             | 24 d'octubre de 2005   | Kitt Peak            | Spacewatch        |
| 348532 | 2005 UM131             | 24 d'octubre de 2005   | Palomar              | NEAT              |
| 348533 | 2005 UC141             | 25 d'octubre de 2005   | Catalina             | CSS               |
| 348534 | 2005 UH151             | 26 d'octubre de 2005   | Kitt Peak            | Spacewatch        |
| 348535 | 2005 UX161             | 25 d'octubre de 2005   | Mount Lemmon         | Mt. Lemmon Survey |
| 348536 | 2005 UL177             | 24 d'octubre de 2005   | Kitt Peak            | Spacewatch        |
| 348537 | 2005 UA194             | 22 d'octubre de 2005   | Kitt Peak            | Spacewatch        |
| 348538 | 2005 UA196             | 24 d'octubre de 2005   | Kitt Peak            | Spacewatch        |
| 348539 | 2005 UV218             | 25 d'octubre de 2005   | Kitt Peak            | Spacewatch        |
| 348540 | 2005 UG226             | 25 d'octubre de 2005   | Kitt Peak            | Spacewatch        |
| 348541 | 2005 UQ228             | 25 d'octubre de 2005   | Kitt Peak            | Spacewatch        |
| 348542 | 2005 UC251             | 23 d'octubre de 2005   | Palomar              | NEAT              |
| 348543 | 2005 UO251             | 23 d'octubre de 2005   | Palomar              | NEAT              |
| 348544 | 2005 UR270             | 28 d'octubre de 2005   | Catalina             | CSS               |
| 348545 | 2005 UK286             | 26 d'octubre de 2005   | Kitt Peak            | Spacewatch        |
| 348546 | 2005 UV299             | 26 d'octubre de 2005   | Kitt Peak            | Spacewatch        |
| 348547 | 2005 UW321             | 27 d'octubre de 2005   | Kitt Peak            | Spacewatch        |
| 348548 | 2005 UK344             | 29 d'octubre de 2005   | Kitt Peak            | Spacewatch        |
| 348549 | 2005 UJ350             | 28 d'octubre de 2005   | Mount Lemmon         | Mt. Lemmon Survey |
| 348550 | 2005 UB369             | 27 d'octubre de 2005   | Kitt Peak            | Spacewatch        |
| 348551 | 2005 UQ370             | 27 d'octubre de 2005   | Kitt Peak            | Spacewatch        |
| 348552 | 2005 UY416             | 22 d'octubre de 2005   | Catalina             | CSS               |
| 348553 | 2005 UO425             | 30 de setembre de 2005 | Mount Lemmon         | Mt. Lemmon Survey |
| 348554 | 2005 UD427             | 24 d'octubre de 2005   | Kitt Peak            | Spacewatch        |
| 348555 | 2005 UK461             | 28 d'octubre de 2005   | Mount Lemmon         | Mt. Lemmon Survey |
| 348556 | 2005 UD476             | 23 d'octubre de 2005   | Palomar              | NEAT              |
| 348557 | 2005 UB479             | 28 d'octubre de 2005   | Mount Lemmon         | Mt. Lemmon Survey |
| 348558 | 2005 UF496             | 26 d'octubre de 2005   | Socorro              | LINEAR            |
| 348559 | 2005 VS16              | 3 de novembre de 2005  | Catalina             | CSS               |
| 348560 | 2005 VW28              | 4 de novembre de 2005  | Socorro              | LINEAR            |
| 348561 | 2005 VL32              | 4 de novembre de 2005  | Kitt Peak            | Spacewatch        |
| 348562 | 2005 VM50              | 2 de novembre de 2005  | Mount Lemmon         | Mt. Lemmon Survey |
| 348563 | 2005 VO57              | 4 de novembre de 2005  | Mount Lemmon         | Mt. Lemmon Survey |
| 348564 | 2005 VG72              | 31 d'octubre de 2005   | Mount Lemmon         | Mt. Lemmon Survey |
| 348565 | 2005 VW73              | 1 de novembre de 2005  | Mount Lemmon         | Mt. Lemmon Survey |
| 348566 | 2005 VP95              | 6 de novembre de 2005  | Kitt Peak            | Spacewatch        |
| 348567 | 2005 VJ98              | 2 de novembre de 2005  | Socorro              | LINEAR            |
| 348568 | 2005 VX118             | 10 de novembre de 2005 | Kitt Peak            | Spacewatch        |
| 348569 | 2005 VO126             | 1 de novembre de 2005  | Apache Point         | A. C. Becker      |
| 348570 | 2005 WS                | 20 de novembre de 2005 | La Silla             | R. Behrend        |
| 348571 | 2005 WE4               | 21 de novembre de 2005 | Anderson Mesa        | LONEOS            |
| 348572 | 2005 WX5               | 21 de novembre de 2005 | Anderson Mesa        | LONEOS            |
| 348573 | 2005 WH20              | 30 de setembre de 2005 | Mount Lemmon         | Mt. Lemmon Survey |
| 348574 | 2005 WE29              | 21 de novembre de 2005 | Kitt Peak            | Spacewatch        |
| 348575 | 2005 WT30              | 21 de novembre de 2005 | Kitt Peak            | Spacewatch        |
| 348576 | 2005 WT44              | 22 de novembre de 2005 | Kitt Peak            | Spacewatch        |
| 348577 | 2005 WU71              | 21 de novembre de 2005 | Palomar              | NEAT              |
| 348578 | 2005 WN81              | 26 de novembre de 2005 | Kitt Peak            | Spacewatch        |
| 348579 | 2005 WY85              | 28 de novembre de 2005 | Mount Lemmon         | Mt. Lemmon Survey |
| 348580 | 2005 WZ87              | 28 de novembre de 2005 | Mount Lemmon         | Mt. Lemmon Survey |
| 348581 | 2005 WV88              | 25 de novembre de 2005 | Kitt Peak            | Spacewatch        |
| 348582 | 2005 WN90              | 28 de novembre de 2005 | Socorro              | LINEAR            |
| 348583 | 2005 WW90              | 28 de novembre de 2005 | Socorro              | LINEAR            |
| 348584 | 2005 WF106             | 29 de novembre de 2005 | Socorro              | LINEAR            |
| 348585 | 2005 WP111             | 30 de novembre de 2005 | Socorro              | LINEAR            |
| 348586 | 2005 WP118             | 29 de novembre de 2005 | Socorro              | LINEAR            |
| 348587 | 2005 WE123             | 25 de novembre de 2005 | Mount Lemmon         | Mt. Lemmon Survey |
| 348588 | 2005 WX142             | 29 de novembre de 2005 | Mount Lemmon         | Mt. Lemmon Survey |
| 348589 | 2005 WX145             | 25 de novembre de 2005 | Kitt Peak            | Spacewatch        |
| 348590 | 2005 WN148             | 26 de novembre de 2005 | Mount Lemmon         | Mt. Lemmon Survey |
| 348591 | 2005 WO149             | 28 de novembre de 2005 | Kitt Peak            | Spacewatch        |
| 348592 | 2005 WQ150             | 28 de novembre de 2005 | Kitt Peak            | Spacewatch        |
| 348593 | 2005 WF152             | 28 de novembre de 2005 | Palomar              | NEAT              |
| 348594 | 2005 WE159             | 28 de novembre de 2005 | Catalina             | CSS               |
| 348595 | 2005 XE1               | 4 de desembre de 2005  | Catalina             | CSS               |
| 348596 | 2005 XW3               | 1 de desembre de 2005  | Socorro              | LINEAR            |
| 348597 | 2005 XB4               | 1 de desembre de 2005  | Palomar              | NEAT              |
| 348598 | 2005 XK6               | 2 de desembre de 2005  | Socorro              | LINEAR            |
| 348599 | 2005 XL6               | 2 de desembre de 2005  | Socorro              | LINEAR            |
| 348600 | 2005 XV14              | 1 de desembre de 2005  | Socorro              | LINEAR            |

## 348601-348700
| Nom    | Designació provisional | Data de descobriment   | Lloc de descobriment | Descobridor/s     |
| ------ | ---------------------- | ---------------------- | -------------------- | ----------------- |
| 348601 | 2005 XD20              | 2 de desembre de 2005  | Kitt Peak            | Spacewatch        |
| 348602 | 2005 XX23              | 2 de desembre de 2005  | Socorro              | LINEAR            |
| 348603 | 2005 XA35              | 30 de novembre de 2005 | Kitt Peak            | Spacewatch        |
| 348604 | 2005 XF41              | 6 de desembre de 2005  | Kitt Peak            | Spacewatch        |
| 348605 | 2005 XN48              | 2 de desembre de 2005  | Mount Lemmon         | Mt. Lemmon Survey |
| 348606 | 2005 XJ65              | 7 de desembre de 2005  | Kitt Peak            | Spacewatch        |
| 348607 | 2005 XJ87              | 27 d'octubre de 2005   | Mount Lemmon         | Mt. Lemmon Survey |
| 348608 | 2005 XH92              | 6 de desembre de 2005  | Catalina             | CSS               |
| 348609 | 2005 XL111             | 1 de desembre de 2005  | Kitt Peak            | M. W. Buie        |
| 348610 | 2005 XG116             | 2 de desembre de 2005  | Kitt Peak            | Spacewatch        |
| 348611 | 2005 XJ116             | 2 de desembre de 2005  | Mount Lemmon         | Mt. Lemmon Survey |
| 348612 | 2005 YP                | 21 de desembre de 2005 | Catalina             | CSS               |
| 348613 | 2005 YG4               | 28 d'octubre de 2005   | Mount Lemmon         | Mt. Lemmon Survey |
| 348614 | 2005 YQ5               | 21 de desembre de 2005 | Kitt Peak            | Spacewatch        |
| 348615 | 2005 YU13              | 22 de desembre de 2005 | Kitt Peak            | Spacewatch        |
| 348616 | 2005 YK15              | 6 de novembre de 2005  | Mount Lemmon         | Mt. Lemmon Survey |
| 348617 | 2005 YL26              | 24 de desembre de 2005 | Kitt Peak            | Spacewatch        |
| 348618 | 2005 YV30              | 22 de desembre de 2005 | Kitt Peak            | Spacewatch        |
| 348619 | 2005 YY41              | 22 de desembre de 2005 | Kitt Peak            | Spacewatch        |
| 348620 | 2005 YE52              | 26 de desembre de 2005 | Mount Lemmon         | Mt. Lemmon Survey |
| 348621 | 2005 YV52              | 21 de desembre de 2005 | Catalina             | CSS               |
| 348622 | 2005 YP65              | 25 de desembre de 2005 | Kitt Peak            | Spacewatch        |
| 348623 | 2005 YS65              | 25 de desembre de 2005 | Mount Lemmon         | Mt. Lemmon Survey |
| 348624 | 2005 YD66              | 25 de desembre de 2005 | Kitt Peak            | Spacewatch        |
| 348625 | 2005 YU67              | 26 de desembre de 2005 | Kitt Peak            | Spacewatch        |
| 348626 | 2005 YT85              | 25 de desembre de 2005 | Mount Lemmon         | Mt. Lemmon Survey |
| 348627 | 2005 YK91              | 26 de desembre de 2005 | Mount Lemmon         | Mt. Lemmon Survey |
| 348628 | 2005 YV95              | 25 de desembre de 2005 | Kitt Peak            | Spacewatch        |
| 348629 | 2005 YW109             | 25 de desembre de 2005 | Kitt Peak            | Spacewatch        |
| 348630 | 2005 YB120             | 27 de desembre de 2005 | Mount Lemmon         | Mt. Lemmon Survey |
| 348631 | 2005 YN121             | 28 de desembre de 2005 | Mount Lemmon         | Mt. Lemmon Survey |
| 348632 | 2005 YY126             | 27 de desembre de 2005 | Catalina             | CSS               |
| 348633 | 2005 YM130             | 25 de desembre de 2005 | Mount Lemmon         | Mt. Lemmon Survey |
| 348634 | 2005 YL132             | 25 de desembre de 2005 | Mount Lemmon         | Mt. Lemmon Survey |
| 348635 | 2005 YV142             | 28 de desembre de 2005 | Mount Lemmon         | Mt. Lemmon Survey |
| 348636 | 2005 YX142             | 28 de desembre de 2005 | Mount Lemmon         | Mt. Lemmon Survey |
| 348637 | 2005 YW147             | 24 de desembre de 2005 | Kitt Peak            | Spacewatch        |
| 348638 | 2005 YE164             | 29 de desembre de 2005 | Kitt Peak            | Spacewatch        |
| 348639 | 2005 YN167             | 27 de desembre de 2005 | Kitt Peak            | Spacewatch        |
| 348640 | 2005 YZ167             | 28 de desembre de 2005 | Kitt Peak            | Spacewatch        |
| 348641 | 2005 YM168             | 29 de desembre de 2005 | Kitt Peak            | Spacewatch        |
| 348642 | 2005 YY174             | 30 de desembre de 2005 | Socorro              | LINEAR            |
| 348643 | 2005 YT175             | 22 de desembre de 2005 | Kitt Peak            | Spacewatch        |
| 348644 | 2005 YN186             | 29 de desembre de 2005 | Socorro              | LINEAR            |
| 348645 | 2005 YD187             | 28 de desembre de 2005 | Kitt Peak            | Spacewatch        |
| 348646 | 2005 YT188             | 28 de desembre de 2005 | Mount Lemmon         | Mt. Lemmon Survey |
| 348647 | 2005 YD196             | 25 de desembre de 2005 | Catalina             | CSS               |
| 348648 | 2005 YG196             | 24 de desembre de 2005 | Kitt Peak            | Spacewatch        |
| 348649 | 2005 YZ203             | 25 de desembre de 2005 | Mount Lemmon         | Mt. Lemmon Survey |
| 348650 | 2005 YP217             | 30 de desembre de 2005 | Mount Lemmon         | Mt. Lemmon Survey |
| 348651 | 2005 YL218             | 30 de desembre de 2005 | Mount Lemmon         | Mt. Lemmon Survey |
| 348652 | 2005 YV219             | 31 de desembre de 2005 | Kitt Peak            | Spacewatch        |
| 348653 | 2005 YF246             | 30 de desembre de 2005 | Kitt Peak            | Spacewatch        |
| 348654 | 2005 YT250             | 28 de desembre de 2005 | Kitt Peak            | Spacewatch        |
| 348655 | 2005 YS264             | 25 de desembre de 2005 | Kitt Peak            | Spacewatch        |
| 348656 | 2005 YR266             | 24 de desembre de 2005 | Kitt Peak            | Spacewatch        |
| 348657 | 2005 YU271             | 28 de desembre de 2005 | Mount Lemmon         | Mt. Lemmon Survey |
| 348658 | 2005 YJ272             | 29 de desembre de 2005 | Kitt Peak            | Spacewatch        |
| 348659 | 2005 YW280             | 25 de desembre de 2005 | Mount Lemmon         | Mt. Lemmon Survey |
| 348660 | 2006 AU10              | 4 de gener de 2006     | Catalina             | CSS               |
| 348661 | 2006 AR13              | 5 de gener de 2006     | Mount Lemmon         | Mt. Lemmon Survey |
| 348662 | 2006 AH54              | 5 de gener de 2006     | Kitt Peak            | Spacewatch        |
| 348663 | 2006 AK68              | 5 de gener de 2006     | Mount Lemmon         | Mt. Lemmon Survey |
| 348664 | 2006 AE90              | 30 de novembre de 2005 | Mount Lemmon         | Mt. Lemmon Survey |
| 348665 | 2006 BV2               | 20 de gener de 2006    | Catalina             | CSS               |
| 348666 | 2006 BR10              | 20 de gener de 2006    | Kitt Peak            | Spacewatch        |
| 348667 | 2006 BX11              | 21 de gener de 2006    | Kitt Peak            | Spacewatch        |
| 348668 | 2006 BT16              | 22 de gener de 2006    | Mount Lemmon         | Mt. Lemmon Survey |
| 348669 | 2006 BF18              | 22 de gener de 2006    | Mount Lemmon         | Mt. Lemmon Survey |
| 348670 | 2006 BX19              | 22 de gener de 2006    | Anderson Mesa        | LONEOS            |
| 348671 | 2006 BZ41              | 22 de gener de 2006    | Mount Lemmon         | Mt. Lemmon Survey |
| 348672 | 2006 BX51              | 25 de gener de 2006    | Kitt Peak            | Spacewatch        |
| 348673 | 2006 BR58              | 23 de gener de 2006    | Kitt Peak            | Spacewatch        |
| 348674 | 2006 BA61              | 22 de gener de 2006    | Catalina             | CSS               |
| 348675 | 2006 BU61              | 22 de gener de 2006    | Catalina             | CSS               |
| 348676 | 2006 BL64              | 22 de gener de 2006    | Mount Lemmon         | Mt. Lemmon Survey |
| 348677 | 2006 BY65              | 23 de gener de 2006    | Kitt Peak            | Spacewatch        |
| 348678 | 2006 BB74              | 7 d'octubre de 2005    | Mauna Kea            | A. Boattini       |
| 348679 | 2006 BL75              | 23 de gener de 2006    | Kitt Peak            | Spacewatch        |
| 348680 | 2006 BO75              | 23 de gener de 2006    | Kitt Peak            | Spacewatch        |
| 348681 | 2006 BF76              | 23 de gener de 2006    | Kitt Peak            | Spacewatch        |
| 348682 | 2006 BE77              | 23 de gener de 2006    | Mount Lemmon         | Mt. Lemmon Survey |
| 348683 | 2006 BS85              | 25 de gener de 2006    | Kitt Peak            | Spacewatch        |
| 348684 | 2006 BC89              | 25 de gener de 2006    | Kitt Peak            | Spacewatch        |
| 348685 | 2006 BS90              | 25 de gener de 2006    | Kitt Peak            | Spacewatch        |
| 348686 | 2006 BH91              | 26 de gener de 2006    | Kitt Peak            | Spacewatch        |
| 348687 | 2006 BC96              | 7 de gener de 2006     | Mount Lemmon         | Mt. Lemmon Survey |
| 348688 | 2006 BX98              | 25 de gener de 2006    | Kitt Peak            | Spacewatch        |
| 348689 | 2006 BD103             | 24 d'octubre de 2005   | Mauna Kea            | A. Boattini       |
| 348690 | 2006 BD105             | 25 de gener de 2006    | Kitt Peak            | Spacewatch        |
| 348691 | 2006 BF108             | 25 de gener de 2006    | Kitt Peak            | Spacewatch        |
| 348692 | 2006 BF110             | 25 de gener de 2006    | Kitt Peak            | Spacewatch        |
| 348693 | 2006 BP116             | 26 de gener de 2006    | Kitt Peak            | Spacewatch        |
| 348694 | 2006 BT135             | 27 de gener de 2006    | Mount Lemmon         | Mt. Lemmon Survey |
| 348695 | 2006 BG163             | 26 de gener de 2006    | Mount Lemmon         | Mt. Lemmon Survey |
| 348696 | 2006 BL177             | 27 de gener de 2006    | Mount Lemmon         | Mt. Lemmon Survey |
| 348697 | 2006 BD183             | 7 de gener de 2006     | Mount Lemmon         | Mt. Lemmon Survey |
| 348698 | 2006 BO193             | 30 de gener de 2006    | Kitt Peak            | Spacewatch        |
| 348699 | 2006 BK205             | 31 de gener de 2006    | Kitt Peak            | Spacewatch        |
| 348700 | 2006 BA214             | 23 de gener de 2006    | Socorro              | LINEAR            |

## 348701-348800
| Nom    | Designació provisional | Data de descobriment | Lloc de descobriment | Descobridor/s        |
| ------ | ---------------------- | -------------------- | -------------------- | -------------------- |
| 348701 | 2006 BM224             | 30 de gener de 2006  | Kitt Peak            | Spacewatch           |
| 348702 | 2006 BR245             | 31 de gener de 2006  | Kitt Peak            | Spacewatch           |
| 348703 | 2006 BM269             | 28 de gener de 2006  | Catalina             | CSS                  |
| 348704 | 2006 BU274             | 23 de gener de 2006  | Kitt Peak            | Spacewatch           |
| 348705 | 2006 BG276             | 31 de gener de 2006  | Kitt Peak            | Spacewatch           |
| 348706 | 2006 BF278             | 21 de gener de 2006  | Mount Lemmon         | Mt. Lemmon Survey    |
| 348707 | 2006 CL3               | 1 de febrer de 2006  | Mount Lemmon         | Mt. Lemmon Survey    |
| 348708 | 2006 CO9               | 4 de febrer de 2006  | 7300                 | W. K. Y. Yeung       |
| 348709 | 2006 CH26              | 2 de febrer de 2006  | Kitt Peak            | Spacewatch           |
| 348710 | 2006 CR29              | 2 de febrer de 2006  | Kitt Peak            | Spacewatch           |
| 348711 | 2006 CA44              | 2 de febrer de 2006  | Kitt Peak            | Spacewatch           |
| 348712 | 2006 CO68              | 7 de febrer de 2006  | Mount Lemmon         | Mt. Lemmon Survey    |
| 348713 | 2006 DJ17              | 20 de febrer de 2006 | Kitt Peak            | Spacewatch           |
| 348714 | 2006 DF34              | 20 de febrer de 2006 | Kitt Peak            | Spacewatch           |
| 348715 | 2006 DW36              | 20 de febrer de 2006 | Kitt Peak            | Spacewatch           |
| 348716 | 2006 DK39              | 21 de febrer de 2006 | Mount Lemmon         | Mt. Lemmon Survey    |
| 348717 | 2006 DR41              | 23 de febrer de 2006 | Kitt Peak            | Spacewatch           |
| 348718 | 2006 DO42              | 20 de febrer de 2006 | Kitt Peak            | Spacewatch           |
| 348719 | 2006 DF47              | 21 de febrer de 2006 | Anderson Mesa        | LONEOS               |
| 348720 | 2006 DY50              | 23 de febrer de 2006 | Eskridge             | Eskridge             |
| 348721 | 2006 DJ70              | 20 de febrer de 2006 | Kitt Peak            | Spacewatch           |
| 348722 | 2006 DS71              | 21 de febrer de 2006 | Mount Lemmon         | Mt. Lemmon Survey    |
| 348723 | 2006 DN106             | 21 de març de 2002   | Kitt Peak            | Spacewatch           |
| 348724 | 2006 DP120             | 21 de febrer de 2006 | Catalina             | CSS                  |
| 348725 | 2006 DC125             | 25 de febrer de 2006 | Kitt Peak            | Spacewatch           |
| 348726 | 2006 DP157             | 27 de febrer de 2006 | Kitt Peak            | Spacewatch           |
| 348727 | 2006 DB163             | 27 de febrer de 2006 | Mount Lemmon         | Mt. Lemmon Survey    |
| 348728 | 2006 DH216             | 25 de febrer de 2006 | Mount Lemmon         | Mt. Lemmon Survey    |
| 348729 | 2006 EP44              | 5 de març de 2006    | Kitt Peak            | Spacewatch           |
| 348730 | 2006 EK46              | 4 de març de 2006    | Kitt Peak            | Spacewatch           |
| 348731 | 2006 EH47              | 4 de març de 2006    | Kitt Peak            | Spacewatch           |
| 348732 | 2006 FT7               | 23 de març de 2006   | Kitt Peak            | Spacewatch           |
| 348733 | 2006 FH17              | 23 de març de 2006   | Mount Lemmon         | Mt. Lemmon Survey    |
| 348734 | 2006 FX19              | 23 de març de 2006   | Mount Lemmon         | Mt. Lemmon Survey    |
| 348735 | 2006 FV22              | 24 de març de 2006   | Mount Lemmon         | Mt. Lemmon Survey    |
| 348736 | 2006 FP35              | 28 de març de 2006   | Lulin                | Q.-z. Ye             |
| 348737 | 2006 FN41              | 26 de març de 2006   | Mount Lemmon         | Mt. Lemmon Survey    |
| 348738 | 2006 FQ51              | 25 de març de 2006   | Kitt Peak            | Spacewatch           |
| 348739 | 2006 GS3               | 6 d'abril de 2006    | Great Shefford       | P. Birtwhistle       |
| 348740 | 2006 GH4               | 2 d'abril de 2006    | Kitt Peak            | Spacewatch           |
| 348741 | 2006 GK25              | 2 d'abril de 2006    | Kitt Peak            | Spacewatch           |
| 348742 | 2006 GB31              | 2 d'abril de 2006    | Kitt Peak            | Spacewatch           |
| 348743 | 2006 HG5               | 19 d'abril de 2006   | Catalina             | CSS                  |
| 348744 | 2006 HZ9               | 19 d'abril de 2006   | Kitt Peak            | Spacewatch           |
| 348745 | 2006 HB10              | 19 d'abril de 2006   | Kitt Peak            | Spacewatch           |
| 348746 | 2006 HK15              | 19 d'abril de 2006   | Catalina             | CSS                  |
| 348747 | 2006 HN16              | 20 d'abril de 2006   | Kitt Peak            | Spacewatch           |
| 348748 | 2006 HO24              | 20 d'abril de 2006   | Kitt Peak            | Spacewatch           |
| 348749 | 2006 HG40              | 21 d'abril de 2006   | Kitt Peak            | Spacewatch           |
| 348750 | 2006 HQ41              | 21 d'abril de 2006   | Kitt Peak            | Spacewatch           |
| 348751 | 2006 HT43              | 24 d'abril de 2006   | Mount Lemmon         | Mt. Lemmon Survey    |
| 348752 | 2006 HX49              | 26 d'abril de 2006   | Kitt Peak            | Spacewatch           |
| 348753 | 2006 HH54              | 20 d'abril de 2006   | Catalina             | CSS                  |
| 348754 | 2006 HZ62              | 8 d'abril de 2006    | Kitt Peak            | Spacewatch           |
| 348755 | 2006 HD66              | 24 d'abril de 2006   | Kitt Peak            | Spacewatch           |
| 348756 | 2006 HS73              | 25 d'abril de 2006   | Kitt Peak            | Spacewatch           |
| 348757 | 2006 HS80              | 26 d'abril de 2006   | Kitt Peak            | Spacewatch           |
| 348758 | 2006 HS91              | 29 d'abril de 2006   | Kitt Peak            | Spacewatch           |
| 348759 | 2006 HB93              | 29 d'abril de 2006   | Kitt Peak            | Spacewatch           |
| 348760 | 2006 HK107             | 30 d'abril de 2006   | Kitt Peak            | Spacewatch           |
| 348761 | 2006 HT107             | 30 d'abril de 2006   | Kitt Peak            | Spacewatch           |
| 348762 | 2006 HS111             | 29 d'abril de 2006   | Siding Spring        | Siding Spring Survey |
| 348763 | 2006 HD153             | 26 d'abril de 2006   | Mount Lemmon         | Mt. Lemmon Survey    |
| 348764 | 2006 JM21              | 2 de maig de 2006    | Kitt Peak            | Spacewatch           |
| 348765 | 2006 JC23              | 3 de maig de 2006    | Mount Lemmon         | Mt. Lemmon Survey    |
| 348766 | 2006 JW34              | 4 de maig de 2006    | Kitt Peak            | Spacewatch           |
| 348767 | 2006 JW36              | 4 de maig de 2006    | Kitt Peak            | Spacewatch           |
| 348768 | 2006 JJ40              | 7 de maig de 2006    | Mount Lemmon         | Mt. Lemmon Survey    |
| 348769 | 2006 JR43              | 7 d'abril de 2006    | Kitt Peak            | Spacewatch           |
| 348770 | 2006 JL53              | 6 de maig de 2006    | Kitt Peak            | Spacewatch           |
| 348771 | 2006 KQ                | 17 de maig de 2006   | Palomar              | NEAT                 |
| 348772 | 2006 KN15              | 20 de maig de 2006   | Kitt Peak            | Spacewatch           |
| 348773 | 2006 KX23              | 19 de maig de 2006   | Anderson Mesa        | LONEOS               |
| 348774 | 2006 KG27              | 20 de maig de 2006   | Mount Lemmon         | Mt. Lemmon Survey    |
| 348775 | 2006 KR35              | 20 de maig de 2006   | Kitt Peak            | Spacewatch           |
| 348776 | 2006 KZ37              | 24 de maig de 2006   | Catalina             | CSS                  |
| 348777 | 2006 KX50              | 21 de maig de 2006   | Kitt Peak            | Spacewatch           |
| 348778 | 2006 KS53              | 21 de maig de 2006   | Kitt Peak            | Spacewatch           |
| 348779 | 2006 KJ54              | 21 de maig de 2006   | Kitt Peak            | Spacewatch           |
| 348780 | 2006 KD57              | 22 de maig de 2006   | Kitt Peak            | Spacewatch           |
| 348781 | 2006 KB60              | 22 de maig de 2006   | Kitt Peak            | Spacewatch           |
| 348782 | 2006 KY61              | 22 de maig de 2006   | Kitt Peak            | Spacewatch           |
| 348783 | 2006 KJ86              | 24 de maig de 2006   | Anderson Mesa        | LONEOS               |
| 348784 | 2006 KK112             | 31 de maig de 2006   | Mount Lemmon         | Mt. Lemmon Survey    |
| 348785 | 2006 OD12              | 21 de juliol de 2006 | Catalina             | CSS                  |
| 348786 | 2006 OG20              | 18 de juliol de 2006 | Siding Spring        | Siding Spring Survey |
| 348787 | 2006 PX5               | 12 d'agost de 2006   | Palomar              | NEAT                 |
| 348788 | 2006 PK7               | 12 d'agost de 2006   | Palomar              | NEAT                 |
| 348789 | 2006 PF10              | 13 d'agost de 2006   | Palomar              | NEAT                 |
| 348790 | 2006 PM14              | 10 de maig de 2006   | Mount Lemmon         | Mt. Lemmon Survey    |
| 348791 | 2006 PY22              | 15 d'agost de 2006   | Palomar              | NEAT                 |
| 348792 | 2006 PA30              | 12 d'agost de 2006   | Lulin                | H.-C. Lin, Q.-z. Ye  |
| 348793 | 2006 QH3               | 17 d'agost de 2006   | Palomar              | NEAT                 |
| 348794 | 2006 QC9               | 19 d'agost de 2006   | Kitt Peak            | Spacewatch           |
| 348795 | 2006 QL10              | 19 d'agost de 2006   | Reedy Creek          | J. Broughton         |
| 348796 | 2006 QX26              | 18 de juliol de 2006 | Mount Lemmon         | Mt. Lemmon Survey    |
| 348797 | 2006 QO29              | 17 d'agost de 2006   | Palomar              | NEAT                 |
| 348798 | 2006 QG30              | 20 d'agost de 2006   | Palomar              | NEAT                 |
| 348799 | 2006 QT33              | 23 d'agost de 2006   | Charleston           | Charleston           |
| 348800 | 2006 QK43              | 18 d'agost de 2006   | Anderson Mesa        | LONEOS               |

## 348801-348900
| Nom    | Designació provisional | Data de descobriment   | Lloc de descobriment | Descobridor/s        |
| ------ | ---------------------- | ---------------------- | -------------------- | -------------------- |
| 348801 | 2006 QZ43              | 31 de juliol de 2006   | Siding Spring        | Siding Spring Survey |
| 348802 | 2006 QF58              | 17 d'agost de 2006     | Palomar              | NEAT                 |
| 348803 | 2006 QS105             | 28 d'agost de 2006     | Catalina             | CSS                  |
| 348804 | 2006 QG115             | 27 d'agost de 2006     | Anderson Mesa        | LONEOS               |
| 348805 | 2006 QQ126             | 16 d'agost de 2006     | Palomar              | NEAT                 |
| 348806 | 2006 QL128             | 17 d'agost de 2006     | Palomar              | NEAT                 |
| 348807 | 2006 QM128             | 17 d'agost de 2006     | Palomar              | NEAT                 |
| 348808 | 2006 QR142             | 29 d'agost de 2006     | Anderson Mesa        | LONEOS               |
| 348809 | 2006 QW160             | 19 d'agost de 2006     | Kitt Peak            | Spacewatch           |
| 348810 | 2006 QJ164             | 29 d'agost de 2006     | Anderson Mesa        | LONEOS               |
| 348811 | 2006 QO164             | 29 d'agost de 2006     | Anderson Mesa        | LONEOS               |
| 348812 | 2006 QP183             | 29 d'agost de 2006     | Lulin                | H.-C. Lin, Q.-z. Ye  |
| 348813 | 2006 QK186             | 19 d'agost de 2006     | Kitt Peak            | Spacewatch           |
| 348814 | 2006 QN186             | 19 d'agost de 2006     | Kitt Peak            | Spacewatch           |
| 348815 | 2006 RA3               | 1 de setembre de 2006  | Socorro              | LINEAR               |
| 348816 | 2006 RF15              | 14 de setembre de 2006 | Kitt Peak            | Spacewatch           |
| 348817 | 2006 RE16              | 14 de setembre de 2006 | Palomar              | NEAT                 |
| 348818 | 2006 RM17              | 29 d'agost de 2006     | Anderson Mesa        | LONEOS               |
| 348819 | 2006 RQ27              | 14 de setembre de 2006 | Palomar              | NEAT                 |
| 348820 | 2006 RN30              | 15 de setembre de 2006 | Kitt Peak            | Spacewatch           |
| 348821 | 2006 RA38              | 12 de setembre de 2006 | Catalina             | CSS                  |
| 348822 | 2006 RF46              | 14 de setembre de 2006 | Kitt Peak            | Spacewatch           |
| 348823 | 2006 RS46              | 14 de setembre de 2006 | Kitt Peak            | Spacewatch           |
| 348824 | 2006 RX50              | 14 de setembre de 2006 | Kitt Peak            | Spacewatch           |
| 348825 | 2006 RV54              | 14 de setembre de 2006 | Kitt Peak            | Spacewatch           |
| 348826 | 2006 RY56              | 14 de setembre de 2006 | Kitt Peak            | Spacewatch           |
| 348827 | 2006 RF58              | 15 de setembre de 2006 | Kitt Peak            | Spacewatch           |
| 348828 | 2006 RJ59              | 15 de setembre de 2006 | Kitt Peak            | Spacewatch           |
| 348829 | 2006 RX62              | 14 de setembre de 2006 | Catalina             | CSS                  |
| 348830 | 2006 RQ68              | 15 de setembre de 2006 | Kitt Peak            | Spacewatch           |
| 348831 | 2006 RD78              | 15 de setembre de 2006 | Kitt Peak            | Spacewatch           |
| 348832 | 2006 RC81              | 15 de setembre de 2006 | Kitt Peak            | Spacewatch           |
| 348833 | 2006 RX83              | 15 de setembre de 2006 | Kitt Peak            | Spacewatch           |
| 348834 | 2006 RV92              | 15 de setembre de 2006 | Kitt Peak            | Spacewatch           |
| 348835 | 2006 RL98              | 16 d'agost de 2006     | Palomar              | NEAT                 |
| 348836 | 2006 RN108             | 14 de setembre de 2006 | Mauna Kea            | J. Masiero           |
| 348837 | 2006 RO110             | 14 de setembre de 2006 | Mauna Kea            | J. Masiero           |
| 348838 | 2006 RO121             | 14 de setembre de 2006 | Kitt Peak            | Spacewatch           |
| 348839 | 2006 SE4               | 16 de setembre de 2006 | Catalina             | CSS                  |
| 348840 | 2006 SK7               | 18 de setembre de 2006 | Kitt Peak            | Spacewatch           |
| 348841 | 2006 SC11              | 16 de setembre de 2006 | Kitt Peak            | Spacewatch           |
| 348842 | 2006 SL15              | 17 de setembre de 2006 | Catalina             | CSS                  |
| 348843 | 2006 SB24              | 18 de setembre de 2006 | Catalina             | CSS                  |
| 348844 | 2006 SQ32              | 17 de setembre de 2006 | Kitt Peak            | Spacewatch           |
| 348845 | 2006 SO36              | 17 de setembre de 2006 | Anderson Mesa        | LONEOS               |
| 348846 | 2006 SB40              | 18 de setembre de 2006 | Catalina             | CSS                  |
| 348847 | 2006 SC41              | 18 de setembre de 2006 | Catalina             | CSS                  |
| 348848 | 2006 SK59              | 16 de setembre de 2006 | Catalina             | CSS                  |
| 348849 | 2006 SR71              | 19 de setembre de 2006 | Kitt Peak            | Spacewatch           |
| 348850 | 2006 SY73              | 19 de setembre de 2006 | Kitt Peak            | Spacewatch           |
| 348851 | 2006 SP79              | 17 de setembre de 2006 | Catalina             | CSS                  |
| 348852 | 2006 ST86              | 18 de setembre de 2006 | Kitt Peak            | Spacewatch           |
| 348853 | 2006 SP88              | 18 de setembre de 2006 | Kitt Peak            | Spacewatch           |
| 348854 | 2006 SB89              | 18 de setembre de 2006 | Kitt Peak            | Spacewatch           |
| 348855 | 2006 SG98              | 18 de setembre de 2006 | Kitt Peak            | Spacewatch           |
| 348856 | 2006 SQ128             | 17 de setembre de 2006 | Catalina             | CSS                  |
| 348857 | 2006 SR128             | 17 de setembre de 2006 | Catalina             | CSS                  |
| 348858 | 2006 SW128             | 17 de setembre de 2006 | Catalina             | CSS                  |
| 348859 | 2006 SA129             | 17 de setembre de 2006 | Catalina             | CSS                  |
| 348860 | 2006 SU130             | 22 de setembre de 2006 | Anderson Mesa        | LONEOS               |
| 348861 | 2006 SD132             | 16 de setembre de 2006 | Catalina             | CSS                  |
| 348862 | 2006 SK133             | 17 de setembre de 2006 | Catalina             | CSS                  |
| 348863 | 2006 SQ138             | 20 de setembre de 2006 | Palomar              | NEAT                 |
| 348864 | 2006 SG139             | 21 de setembre de 2006 | Anderson Mesa        | LONEOS               |
| 348865 | 2006 SO141             | 25 de setembre de 2006 | Anderson Mesa        | LONEOS               |
| 348866 | 2006 SH144             | 19 de setembre de 2006 | Kitt Peak            | Spacewatch           |
| 348867 | 2006 SO145             | 15 de setembre de 2006 | Kitt Peak            | Spacewatch           |
| 348868 | 2006 SR152             | 19 de setembre de 2006 | Catalina             | CSS                  |
| 348869 | 2006 SN157             | 23 de setembre de 2006 | Kitt Peak            | Spacewatch           |
| 348870 | 2006 SO160             | 23 de setembre de 2006 | Kitt Peak            | Spacewatch           |
| 348871 | 2006 SS162             | 24 de setembre de 2006 | Kitt Peak            | Spacewatch           |
| 348872 | 2006 SN176             | 25 de setembre de 2006 | Kitt Peak            | Spacewatch           |
| 348873 | 2006 SC182             | 25 de setembre de 2006 | Anderson Mesa        | LONEOS               |
| 348874 | 2006 SM199             | 24 de setembre de 2006 | Kitt Peak            | Spacewatch           |
| 348875 | 2006 SP201             | 24 de setembre de 2006 | Kitt Peak            | Spacewatch           |
| 348876 | 2006 SR201             | 24 de setembre de 2006 | Kitt Peak            | Spacewatch           |
| 348877 | 2006 SS202             | 25 de setembre de 2006 | Kitt Peak            | Spacewatch           |
| 348878 | 2006 SX205             | 25 de setembre de 2006 | Anderson Mesa        | LONEOS               |
| 348879 | 2006 SJ210             | 26 de setembre de 2006 | Mount Lemmon         | Mt. Lemmon Survey    |
| 348880 | 2006 SY211             | 18 de setembre de 2006 | Kitt Peak            | Spacewatch           |
| 348881 | 2006 SR218             | 29 de setembre de 2006 | Kitami               | K. Endate            |
| 348882 | 2006 SP240             | 18 de setembre de 2006 | Kitt Peak            | Spacewatch           |
| 348883 | 2006 SF245             | 18 de setembre de 2006 | Kitt Peak            | Spacewatch           |
| 348884 | 2006 SN259             | 26 de setembre de 2006 | Kitt Peak            | Spacewatch           |
| 348885 | 2006 SQ259             | 26 de setembre de 2006 | Kitt Peak            | Spacewatch           |
| 348886 | 2006 SF264             | 26 de setembre de 2006 | Kitt Peak            | Spacewatch           |
| 348887 | 2006 SU265             | 26 de setembre de 2006 | Kitt Peak            | Spacewatch           |
| 348888 | 2006 SX266             | 26 de setembre de 2006 | Kitt Peak            | Spacewatch           |
| 348889 | 2006 SD268             | 26 de setembre de 2006 | Kitt Peak            | Spacewatch           |
| 348890 | 2006 SC270             | 26 de setembre de 2006 | Catalina             | CSS                  |
| 348891 | 2006 SC274             | 27 de setembre de 2006 | Mount Lemmon         | Mt. Lemmon Survey    |
| 348892 | 2006 SA294             | 25 de setembre de 2006 | Kitt Peak            | Spacewatch           |
| 348893 | 2006 SF301             | 26 de setembre de 2006 | Mount Lemmon         | Mt. Lemmon Survey    |
| 348894 | 2006 ST314             | 27 de setembre de 2006 | Kitt Peak            | Spacewatch           |
| 348895 | 2006 SS334             | 28 de setembre de 2006 | Kitt Peak            | Spacewatch           |
| 348896 | 2006 SE339             | 28 de setembre de 2006 | Kitt Peak            | Spacewatch           |
| 348897 | 2006 SA343             | 28 de setembre de 2006 | Kitt Peak            | Spacewatch           |
| 348898 | 2006 SF347             | 28 de setembre de 2006 | Kitt Peak            | Spacewatch           |
| 348899 | 2006 SX348             | 28 de setembre de 2006 | Kitt Peak            | Spacewatch           |
| 348900 | 2006 SR357             | 30 de setembre de 2006 | Mount Lemmon         | Mt. Lemmon Survey    |

## 348901-349000
| Nom    | Designació provisional | Data de descobriment   | Lloc de descobriment | Descobridor/s     |
| ------ | ---------------------- | ---------------------- | -------------------- | ----------------- |
| 348901 | 2006 SU360             | 30 de setembre de 2006 | Mount Lemmon         | Mt. Lemmon Survey |
| 348902 | 2006 SD365             | 30 de setembre de 2006 | Catalina             | CSS               |
| 348903 | 2006 SZ372             | 17 de setembre de 2006 | Catalina             | CSS               |
| 348904 | 2006 SP374             | 16 de setembre de 2006 | Apache Point         | A. C. Becker      |
| 348905 | 2006 SJ392             | 25 de setembre de 2006 | Kitt Peak            | Spacewatch        |
| 348906 | 2006 SL392             | 25 de setembre de 2006 | Mount Lemmon         | Mt. Lemmon Survey |
| 348907 | 2006 SC396             | 17 de setembre de 2006 | Kitt Peak            | Spacewatch        |
| 348908 | 2006 SA397             | 18 de setembre de 2006 | Kitt Peak            | Spacewatch        |
| 348909 | 2006 SE402             | 18 de setembre de 2006 | Catalina             | CSS               |
| 348910 | 2006 SE409             | 30 de setembre de 2006 | Mount Lemmon         | Mt. Lemmon Survey |
| 348911 | 2006 SM409             | 19 de setembre de 2006 | Catalina             | CSS               |
| 348912 | 2006 TV8               | 11 d'octubre de 2006   | Kitt Peak            | Spacewatch        |
| 348913 | 2006 TJ9               | 11 d'octubre de 2006   | Kitt Peak            | Spacewatch        |
| 348914 | 2006 TN9               | 11 d'octubre de 2006   | Kitt Peak            | Spacewatch        |
| 348915 | 2006 TG12              | 4 d'octubre de 2006    | Mount Lemmon         | Mt. Lemmon Survey |
| 348916 | 2006 TF13              | 22 de juliol de 2006   | Mount Lemmon         | Mt. Lemmon Survey |
| 348917 | 2006 TM19              | 11 d'octubre de 2006   | Kitt Peak            | Spacewatch        |
| 348918 | 2006 TV19              | 11 d'octubre de 2006   | Kitt Peak            | Spacewatch        |
| 348919 | 2006 TT21              | 11 d'octubre de 2006   | Kitt Peak            | Spacewatch        |
| 348920 | 2006 TW25              | 4 d'octubre de 2006    | Mount Lemmon         | Mt. Lemmon Survey |
| 348921 | 2006 TV26              | 12 d'octubre de 2006   | Kitt Peak            | Spacewatch        |
| 348922 | 2006 TJ27              | 12 d'octubre de 2006   | Kitt Peak            | Spacewatch        |
| 348923 | 2006 TN27              | 25 de setembre de 2006 | Mount Lemmon         | Mt. Lemmon Survey |
| 348924 | 2006 TL28              | 12 d'octubre de 2006   | Kitt Peak            | Spacewatch        |
| 348925 | 2006 TR28              | 12 d'octubre de 2006   | Kitt Peak            | Spacewatch        |
| 348926 | 2006 TS37              | 12 d'octubre de 2006   | Kitt Peak            | Spacewatch        |
| 348927 | 2006 TR39              | 21 de juliol de 2006   | Mount Lemmon         | Mt. Lemmon Survey |
| 348928 | 2006 TQ41              | 12 d'octubre de 2006   | Palomar              | NEAT              |
| 348929 | 2006 TS42              | 12 d'octubre de 2006   | Kitt Peak            | Spacewatch        |
| 348930 | 2006 TW46              | 12 d'octubre de 2006   | Kitt Peak            | Spacewatch        |
| 348931 | 2006 TL55              | 12 d'octubre de 2006   | Palomar              | NEAT              |
| 348932 | 2006 TD61              | 15 d'octubre de 2006   | Catalina             | CSS               |
| 348933 | 2006 TR66              | 11 d'octubre de 2006   | Palomar              | NEAT              |
| 348934 | 2006 TA67              | 11 d'octubre de 2006   | Palomar              | NEAT              |
| 348935 | 2006 TD67              | 28 de setembre de 2006 | Catalina             | CSS               |
| 348936 | 2006 TQ68              | 11 d'octubre de 2006   | Palomar              | NEAT              |
| 348937 | 2006 TE69              | 11 d'octubre de 2006   | Palomar              | NEAT              |
| 348938 | 2006 TV71              | 11 d'octubre de 2006   | Palomar              | NEAT              |
| 348939 | 2006 TT74              | 11 d'octubre de 2006   | Palomar              | NEAT              |
| 348940 | 2006 TY75              | 11 d'octubre de 2006   | Palomar              | NEAT              |
| 348941 | 2006 TV76              | 11 d'octubre de 2006   | Palomar              | NEAT              |
| 348942 | 2006 TC93              | 15 d'octubre de 2006   | Kitt Peak            | Spacewatch        |
| 348943 | 2006 TV93              | 2 d'octubre de 2006    | Mount Lemmon         | Mt. Lemmon Survey |
| 348944 | 2006 TA94              | 30 de setembre de 2006 | Mount Lemmon         | Mt. Lemmon Survey |
| 348945 | 2006 TV96              | 12 d'octubre de 2006   | Kitt Peak            | Spacewatch        |
| 348946 | 2006 TO97              | 13 d'octubre de 2006   | Kitt Peak            | Spacewatch        |
| 348947 | 2006 TV101             | 15 d'octubre de 2006   | Kitt Peak            | Spacewatch        |
| 348948 | 2006 TD105             | 15 d'octubre de 2006   | Kitt Peak            | Spacewatch        |
| 348949 | 2006 TY106             | 15 d'octubre de 2006   | Catalina             | CSS               |
| 348950 | 2006 TT114             | 1 d'octubre de 2006    | Apache Point         | A. C. Becker      |
| 348951 | 2006 TD119             | 11 d'octubre de 2006   | Apache Point         | A. C. Becker      |
| 348952 | 2006 TD120             | 28 de setembre de 2006 | Kitt Peak            | Spacewatch        |
| 348953 | 2006 TY124             | 4 d'octubre de 2006    | Mount Lemmon         | Mt. Lemmon Survey |
| 348954 | 2006 TE125             | 11 d'octubre de 2006   | Palomar              | NEAT              |
| 348955 | 2006 UG                | 16 d'octubre de 2006   | Desert Moon          | B. L. Stevens     |
| 348956 | 2006 UW6               | 3 d'octubre de 2006    | Mount Lemmon         | Mt. Lemmon Survey |
| 348957 | 2006 US9               | 16 d'octubre de 2006   | Catalina             | CSS               |
| 348958 | 2006 UO26              | 16 d'octubre de 2006   | Kitt Peak            | Spacewatch        |
| 348959 | 2006 UP29              | 16 d'octubre de 2006   | Kitt Peak            | Spacewatch        |
| 348960 | 2006 UM31              | 25 de setembre de 2006 | Mount Lemmon         | Mt. Lemmon Survey |
| 348961 | 2006 UO37              | 16 d'octubre de 2006   | Kitt Peak            | Spacewatch        |
| 348962 | 2006 UM38              | 16 d'octubre de 2006   | Kitt Peak            | Spacewatch        |
| 348963 | 2006 UQ46              | 16 d'octubre de 2006   | Kitt Peak            | Spacewatch        |
| 348964 | 2006 UC49              | 25 d'agost de 2006     | Lulin                | Lulin             |
| 348965 | 2006 UF53              | 17 d'octubre de 2006   | Mount Lemmon         | Mt. Lemmon Survey |
| 348966 | 2006 UX59              | 19 d'octubre de 2006   | Catalina             | CSS               |
| 348967 | 2006 UR73              | 17 d'octubre de 2006   | Kitt Peak            | Spacewatch        |
| 348968 | 2006 UY78              | 17 d'octubre de 2006   | Kitt Peak            | Spacewatch        |
| 348969 | 2006 UT80              | 2 d'octubre de 2006    | Mount Lemmon         | Mt. Lemmon Survey |
| 348970 | 2006 UA81              | 17 d'octubre de 2006   | Kitt Peak            | Spacewatch        |
| 348971 | 2006 UH81              | 17 d'octubre de 2006   | Mount Lemmon         | Mt. Lemmon Survey |
| 348972 | 2006 UJ94              | 2 d'octubre de 2006    | Mount Lemmon         | Mt. Lemmon Survey |
| 348973 | 2006 UJ97              | 18 d'octubre de 2006   | Kitt Peak            | Spacewatch        |
| 348974 | 2006 UV100             | 3 d'octubre de 2006    | Mount Lemmon         | Mt. Lemmon Survey |
| 348975 | 2006 UG111             | 19 d'octubre de 2006   | Kitt Peak            | Spacewatch        |
| 348976 | 2006 UJ116             | 19 d'octubre de 2006   | Kitt Peak            | Spacewatch        |
| 348977 | 2006 UF117             | 11 d'octubre de 2006   | Kitt Peak            | Spacewatch        |
| 348978 | 2006 UL117             | 19 d'octubre de 2006   | Kitt Peak            | Spacewatch        |
| 348979 | 2006 UM119             | 26 de setembre de 2006 | Mount Lemmon         | Mt. Lemmon Survey |
| 348980 | 2006 UQ119             | 19 d'octubre de 2006   | Kitt Peak            | Spacewatch        |
| 348981 | 2006 UQ128             | 19 d'octubre de 2006   | Kitt Peak            | Spacewatch        |
| 348982 | 2006 UB139             | 19 d'octubre de 2006   | Kitt Peak            | Spacewatch        |
| 348983 | 2006 UF159             | 21 d'octubre de 2006   | Mount Lemmon         | Mt. Lemmon Survey |
| 348984 | 2006 UK160             | 21 d'octubre de 2006   | Mount Lemmon         | Mt. Lemmon Survey |
| 348985 | 2006 UM164             | 2 d'octubre de 2006    | Mount Lemmon         | Mt. Lemmon Survey |
| 348986 | 2006 UK170             | 21 d'octubre de 2006   | Mount Lemmon         | Mt. Lemmon Survey |
| 348987 | 2006 UY173             | 23 d'octubre de 2006   | Catalina             | CSS               |
| 348988 | 2006 UB180             | 16 d'octubre de 2006   | Catalina             | CSS               |
| 348989 | 2006 UB183             | 17 d'octubre de 2006   | Catalina             | CSS               |
| 348990 | 2006 UJ184             | 19 d'octubre de 2006   | Catalina             | CSS               |
| 348991 | 2006 UD185             | 23 d'octubre de 2006   | Catalina             | CSS               |
| 348992 | 2006 UP189             | 17 de setembre de 2006 | Catalina             | CSS               |
| 348993 | 2006 UT189             | 19 d'octubre de 2006   | Catalina             | CSS               |
| 348994 | 2006 UM190             | 19 d'octubre de 2006   | Catalina             | CSS               |
| 348995 | 2006 UA191             | 19 d'octubre de 2006   | Catalina             | CSS               |
| 348996 | 2006 UR194             | 20 d'octubre de 2006   | Kitt Peak            | Spacewatch        |
| 348997 | 2006 UP197             | 20 d'octubre de 2006   | Kitt Peak            | Spacewatch        |
| 348998 | 2006 UV203             | 22 d'octubre de 2006   | Palomar              | NEAT              |
| 348999 | 2006 UR220             | 17 d'octubre de 2006   | Kitt Peak            | Spacewatch        |
| 349000 | 2006 UU240             | 23 d'octubre de 2006   | Mount Lemmon         | Mt. Lemmon Survey |